# AIRSIDE
AIRSIDE，位處香港九龍啟德協調道2號，為由Snøhetta建築事務所打造的一座樓高47層的綜合地標大樓，設有大型高級商場和甲級寫字樓。AIRSIDE鄰近稅務中心和工業貿易大樓，業主為南豐集團，總投資金額達320億港元，為該公司旗艦物業。

## 歷史
地盤為啟德第1F區2號，屬商業或酒店用地。地盤面積約204,990平方呎，可建樓面多達190萬平方呎，為啟德發展區內第二幅商業地。根據賣地章程，項目商業樓面不多於186.4萬平方呎，設不可拆售條款。而酒店樓面最多16.1萬平方呎或9%，並規定須設1.9萬平方呎的零售樓面，包括設地舖，而中標發展商亦須開發4.3萬平方呎的地下商店街（啟德地下購物街）及提供出口連接啟德站和興建4.1萬平方呎公共交通交匯處等。
地政總署在2017年為土地進行招標，項目在5月26日接獲12份標書，入標財團包括長實、恒地、新地、九倉、華置、南豐、華懋等，中資則有中海外、世茂房地產夥拍新世界等，到同年5月31日，南豐發展子公司合裕發展以246億多元投得地皮，平均呎價12,863元，較市場估值上限還要高逾四成，成為當時香港新地王。

## 結構
項目分為高低座發展，其中西面的高座部分建築高度限制達200米高，樓高47層。當中低座11至16樓原本計劃發展為酒店，但最後取消。

### 商場

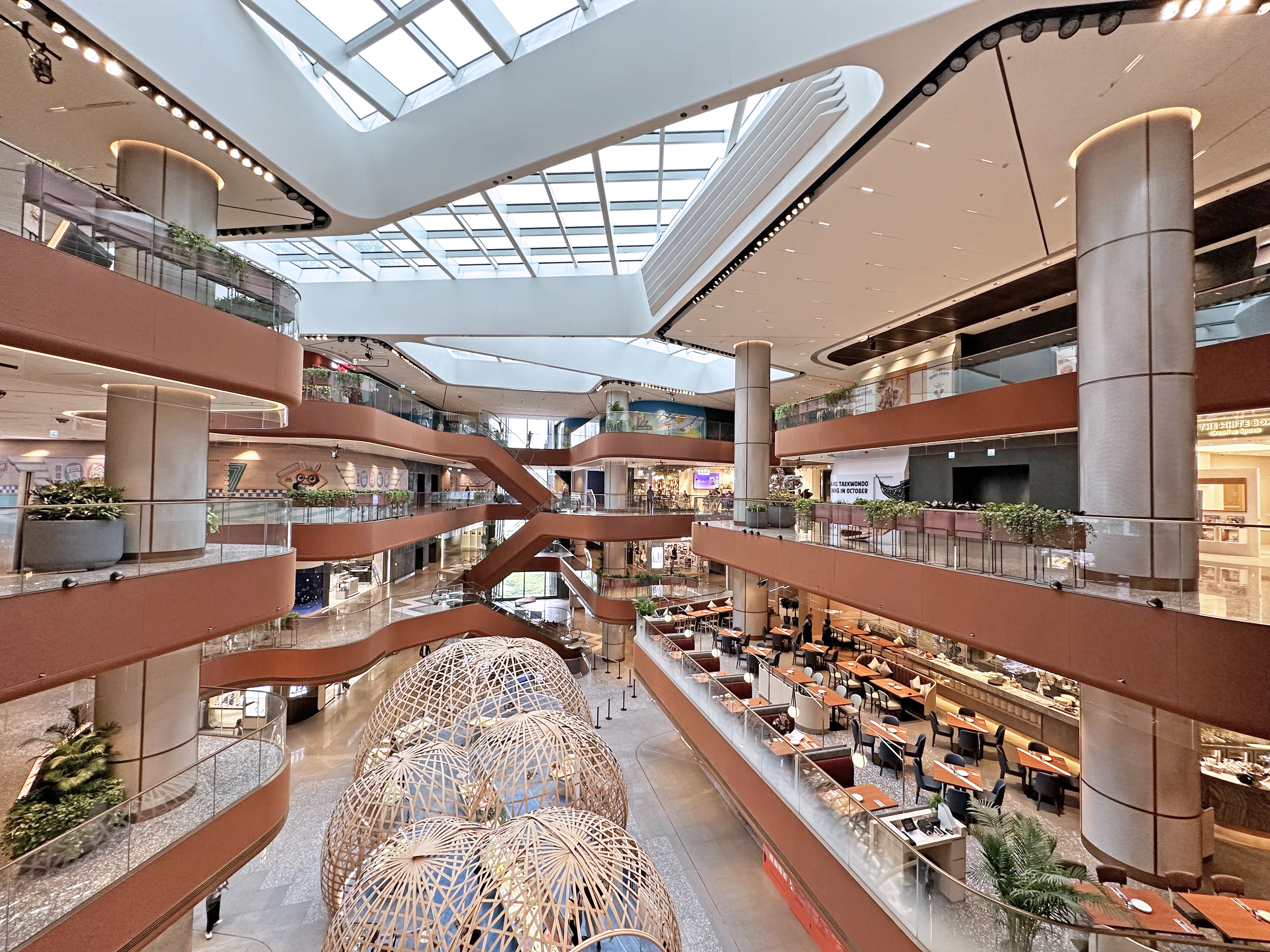
商場中庭

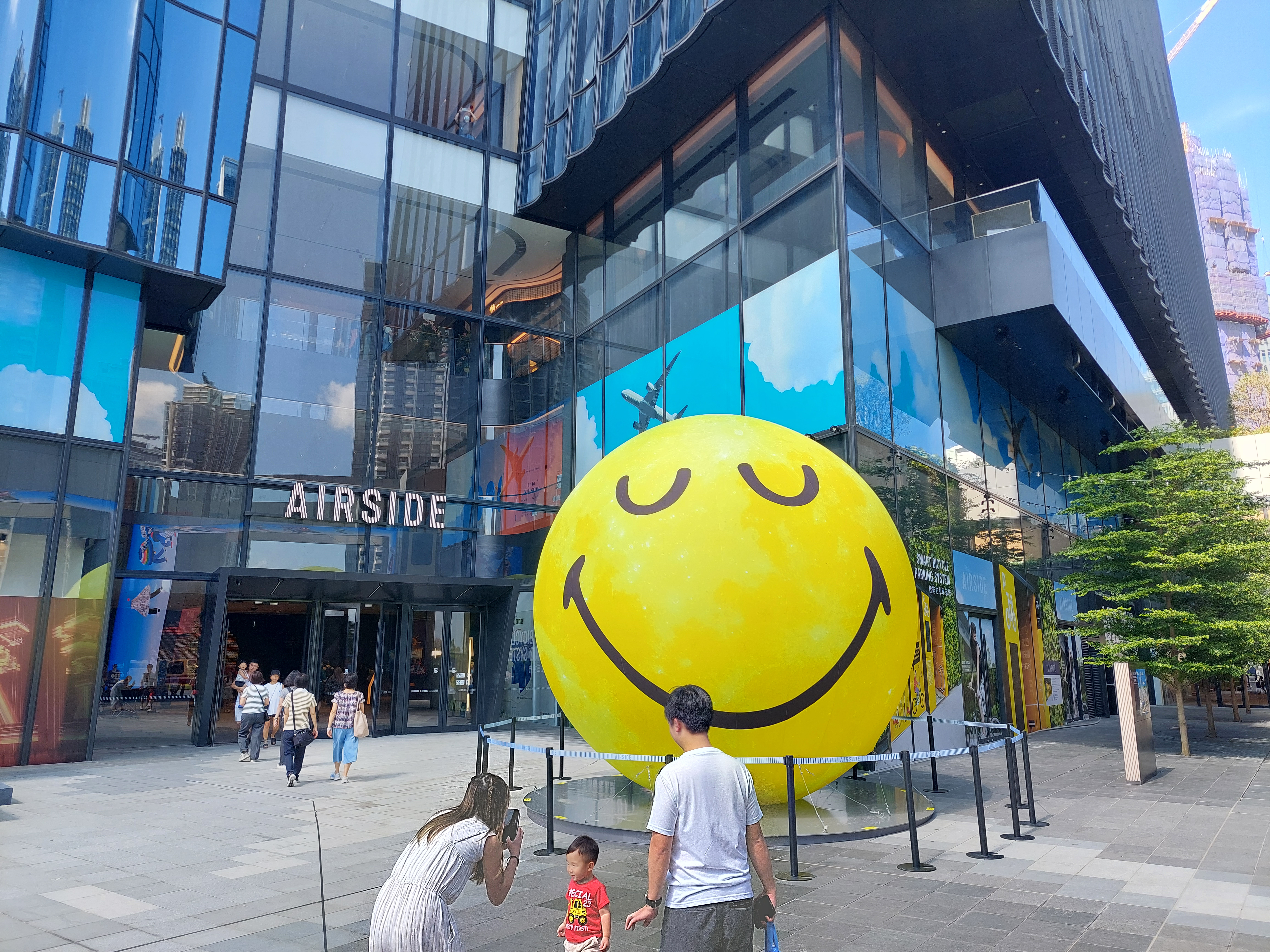
商場入口前的廣場

商場樓高11層，佔地共70萬平方呎，在2023年9月28日試業。場內設160間商戶，包括設國際時裝品牌、美容化妝品牌、生活家俬、親子空間、玩具精品、運動用品等。場內設多達40間餐廳，包括特色烘焙蛋糕店、咖啡室及茶屋、人氣過江龍料理、本地餐廳，並設多國餐飲概念，包括位於5樓佔地1.2萬呎，富臨集團經營的美食廣場和寵物友善的露天茶座。
商場亦將設有近6,000呎的活動場地，各樓層會有地方展示不同本地藝術家共同創作的藝術作品。
2022年底，發展商在商場仍未正式開幕，開放地面的戶外空間作為聖誕市集，並邀請本地創作歌手作現場表演。到2023年4月底，發展商公佈商場將在同年第三季正式試業。直至同年8月31日，發展商公佈商場在9月28日正式試業，當中約70%在當日開幕，出租率達90%。
在設計方面，中庭的拱肩牆身飾有布藝纖品，以超過1.7公噸的舊 PET 膠樽升級再造。
商場設計類同九龍塘又一城，例如中庭、扶手電梯佈局、地庫為港鐵站、最高層為美食廣場。

#### B1

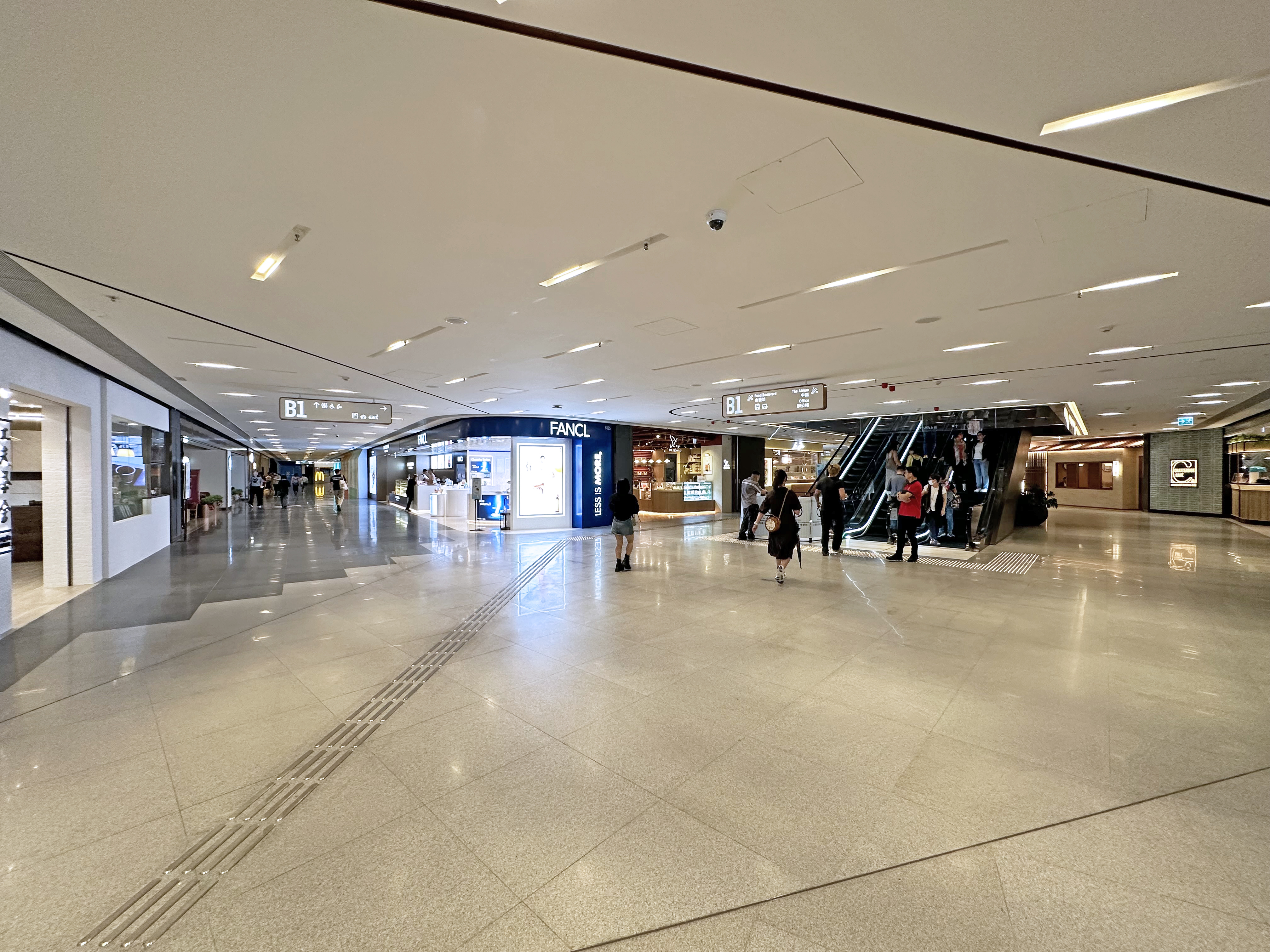
B1層商店

B1層為啟德地下購物街的一部分，設多類型商店，餐廳和甜品店，包括萬寧、社創概念店GreenPrice、韓國人氣隱形眼鏡專門店“OLENS”、日本護膚品牌FANCL、環島中港通、日本清酒店Sake Moment敬酒、綠惜超級市場、環保裸買店“環圓生活”等，最大的租戶為佔地約25000平方呎的Citysuper高端連鎖超級市場。主要食肆包括新加坡海南雞Chatterbox Cafe、日本人氣茶室nana's green tea、京都勝牛、招牌烤鴨專門店「阿不鴨不」、美國甜品店Cinnabon、法國殿堂級糕點品牌DALLOYAU、果昔飲品店le jus、麥當勞和美心食品旗下高級烘焙麵包店Homebake及全球咖啡連鎖店星巴克增設東九龍首間 「Starbucks Reserve」等。
該層設有通道往港鐵啟德站C出口。

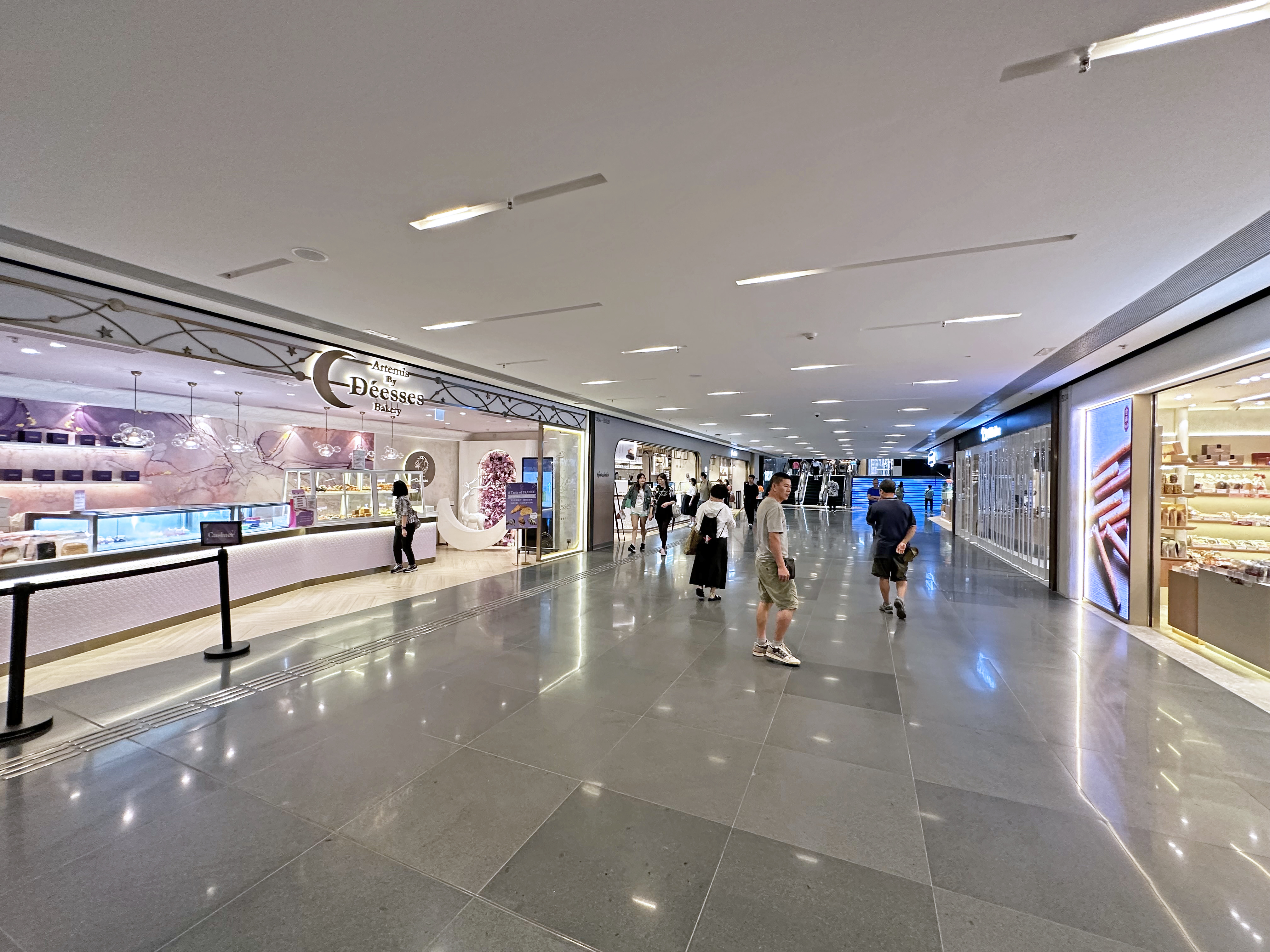
B1層通道
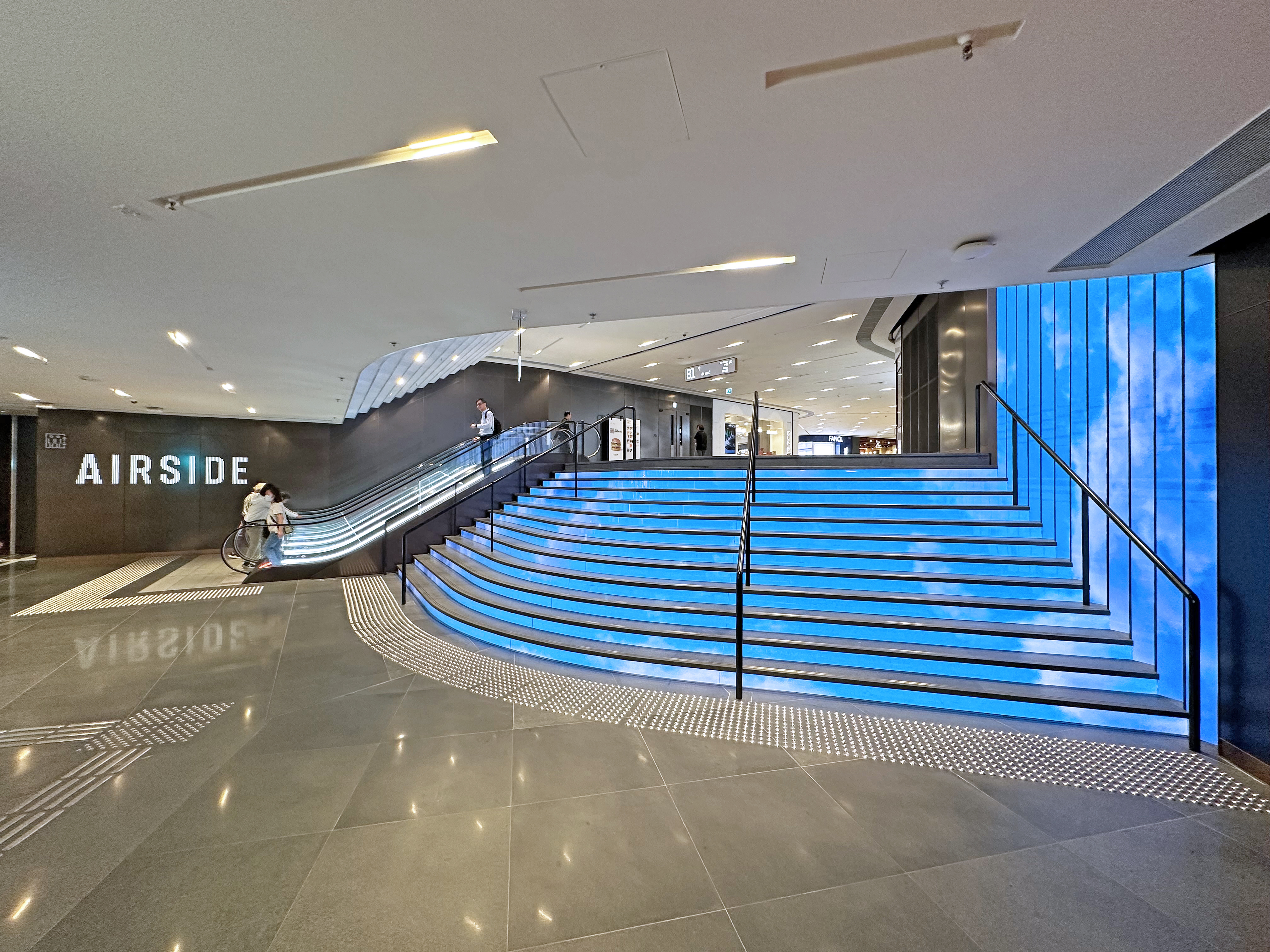
B1層設扶手電梯分隔兩部分
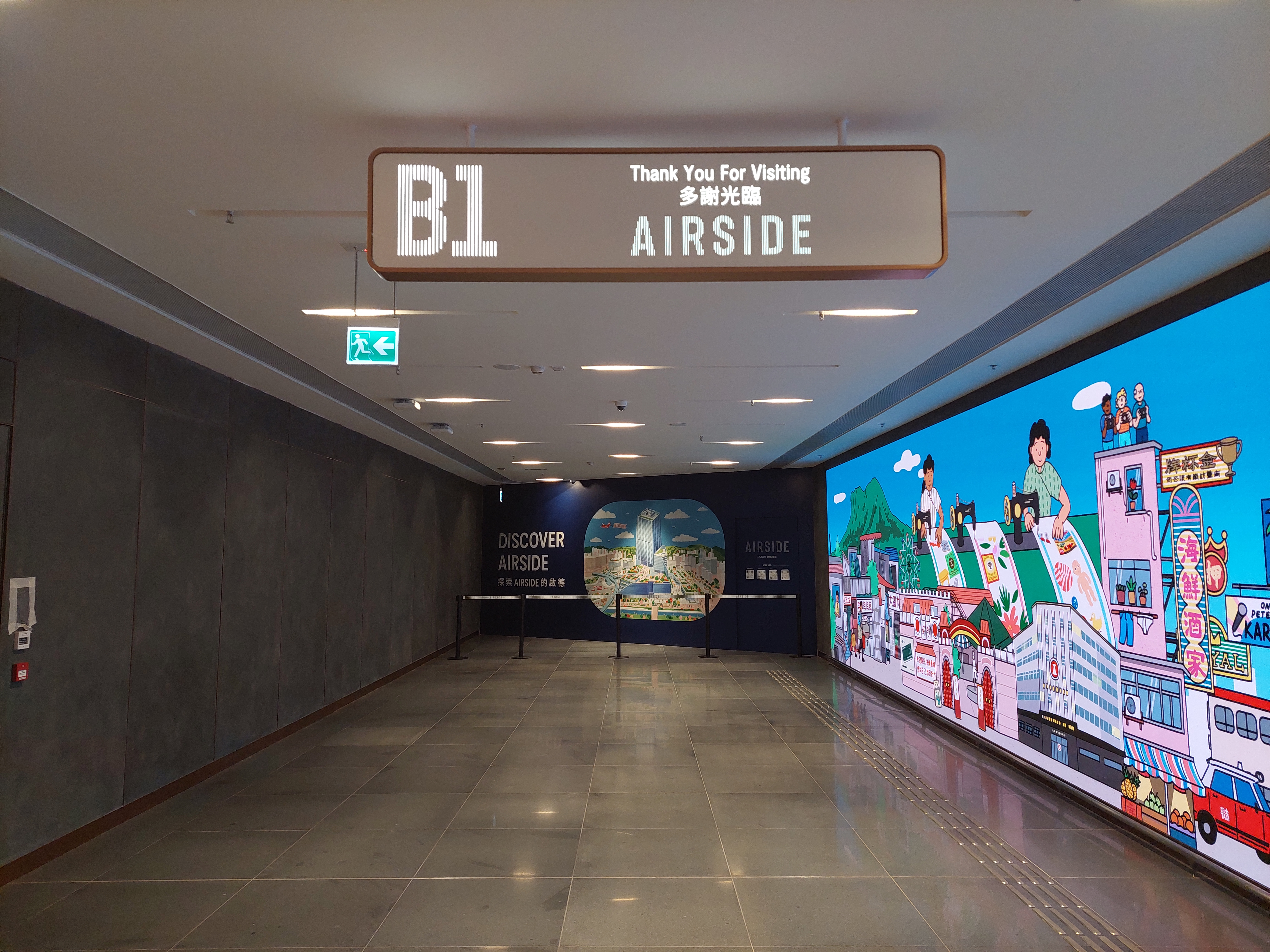
預留通道往未來興建的啟德地下購物街

#### 地下

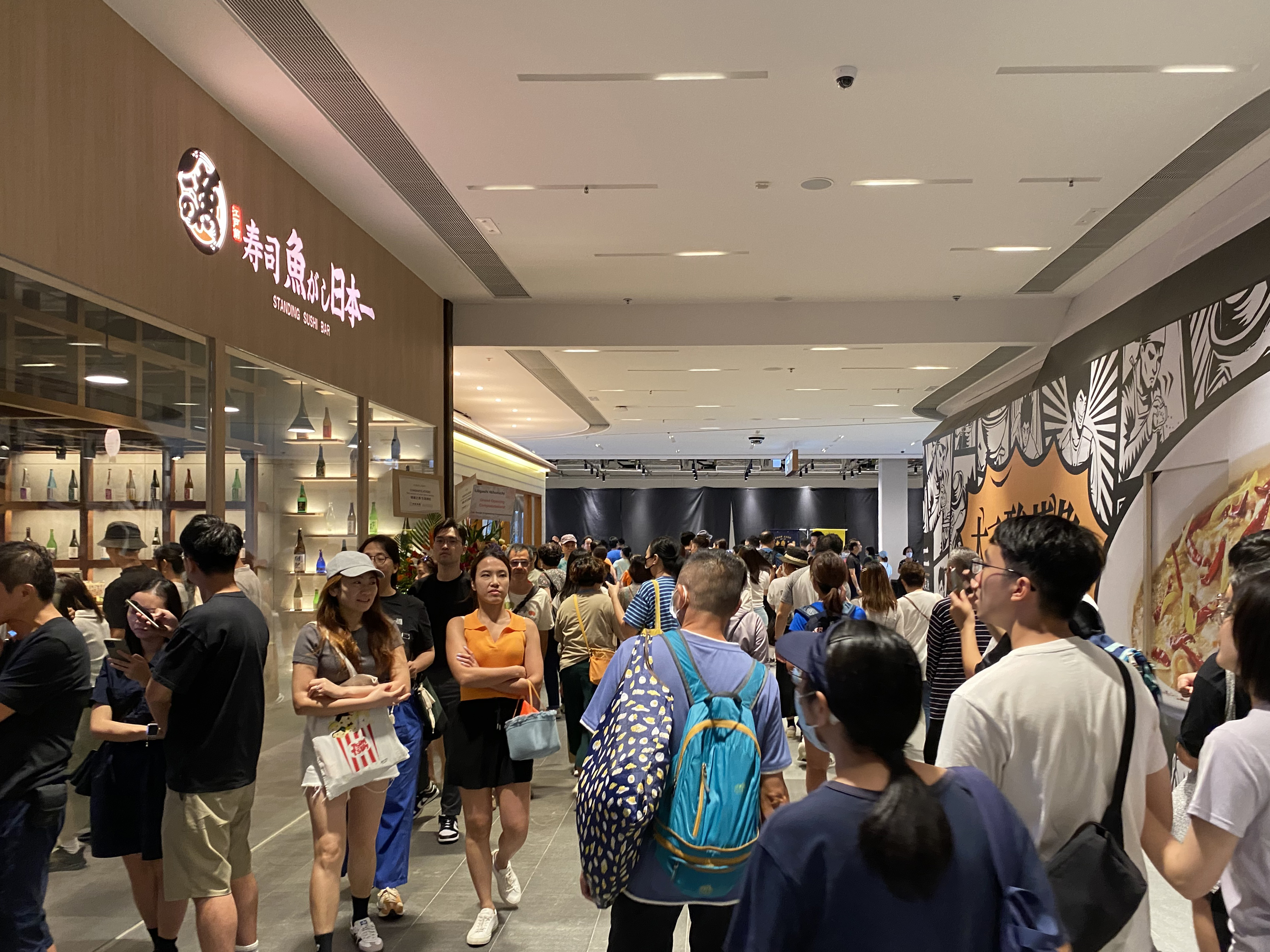
地下“食藝坊”

地下租戶包括咖啡店Ideaology和stain+、香港首度亮相的日本立食壽司店「魚がし日本一」、內地餐飲九毛九旗下的餐廳「太二酸菜魚」、和風食堂“米炊”、同時設有男裝品牌DETERMINANT。目前部分空間用作擺放了單引擎小型飛機「小獵犬100型」，舉行「SMILEY MOMENT」展覽和設置臨時的MINI BIG LOVE POPUP汽車限定店。
另外，地下設有公共交通交匯處和寫字樓大堂。商場部分設有兩個休憩空間，包括露天廣場和竹林廣場。而中央位置為寵物共融區。

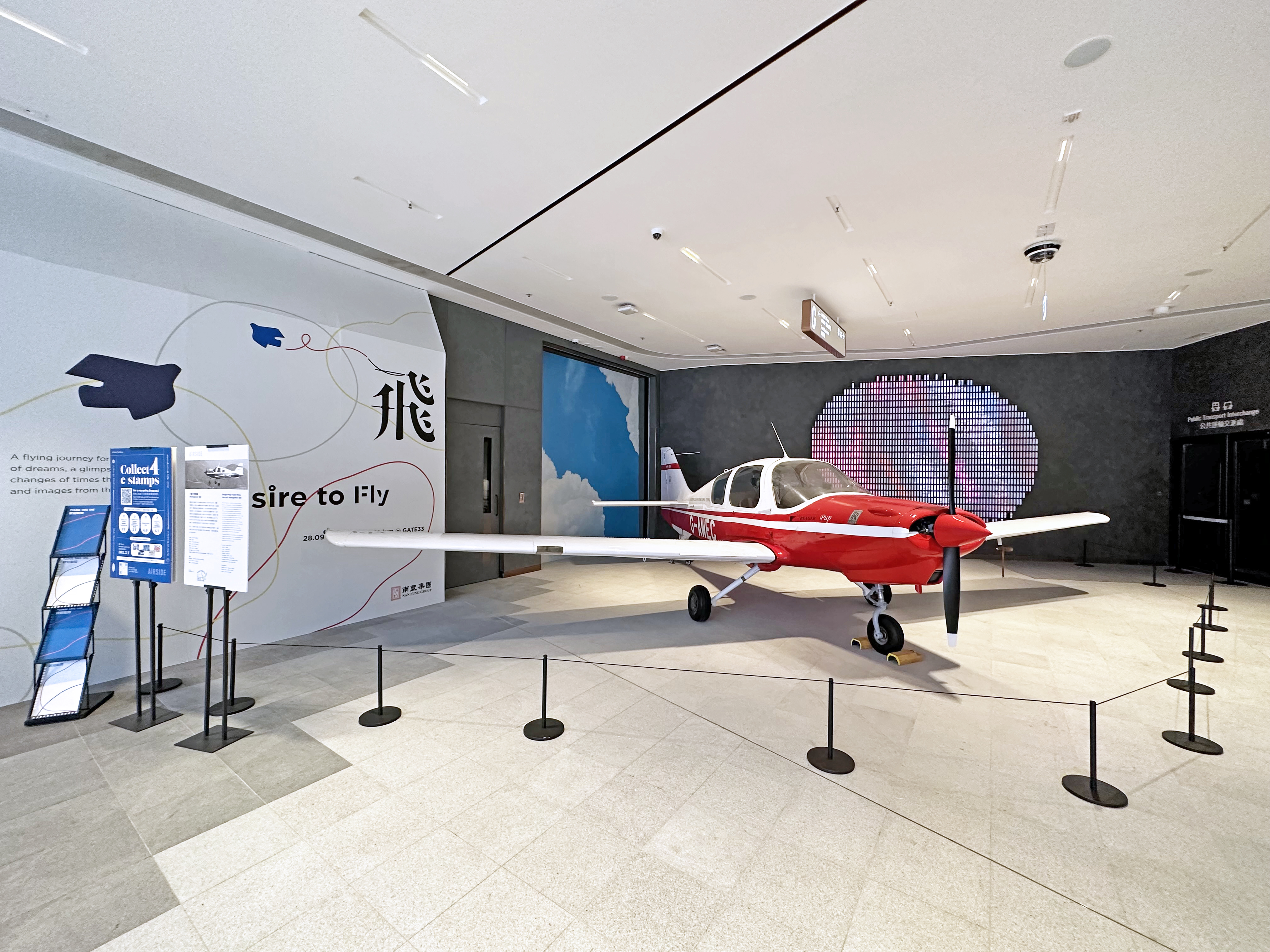
部分空間用作擺放了單引擎小型飛機「小獵犬100型」
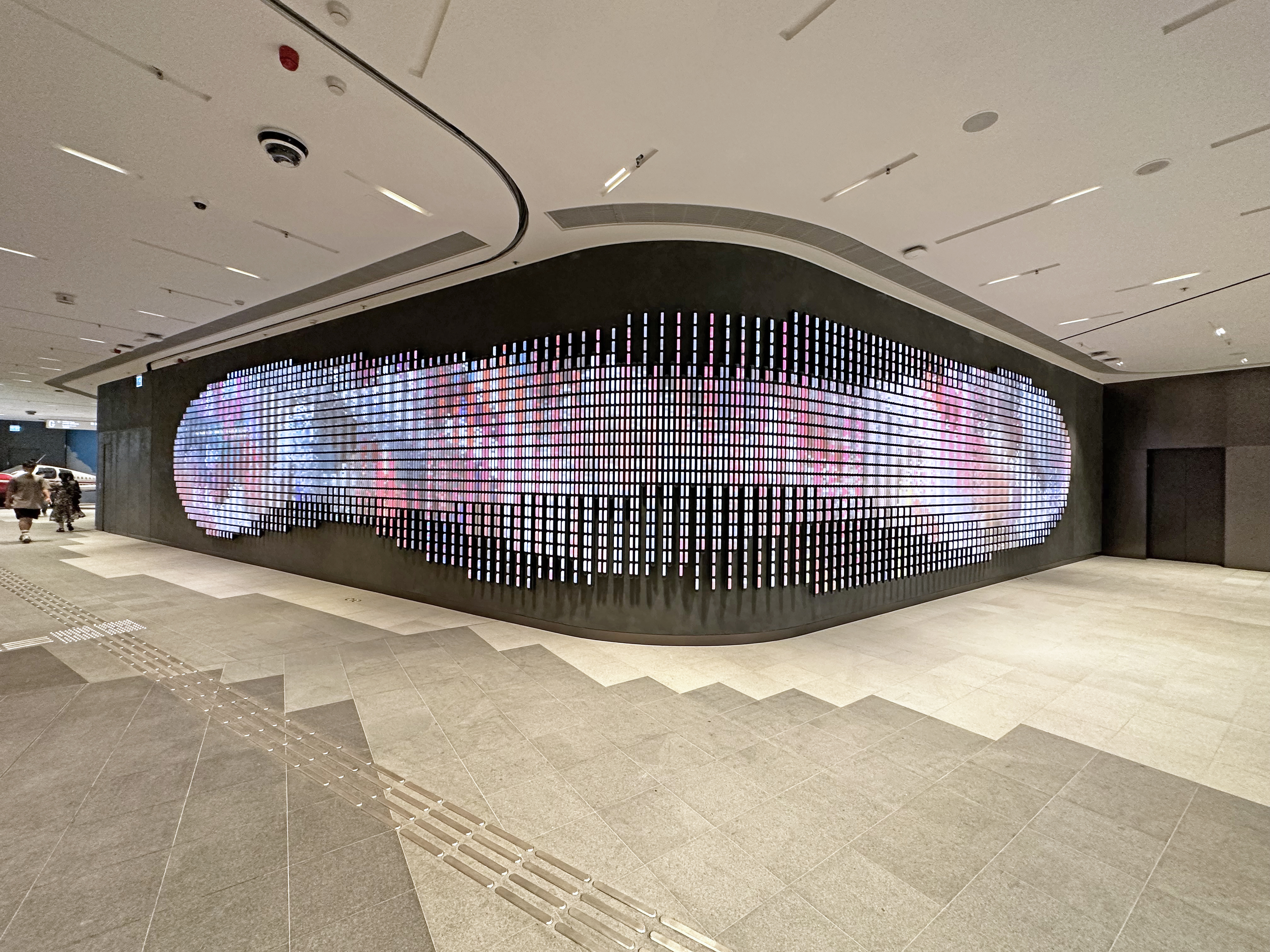
部分空置鋪位的牆身設置藝術品
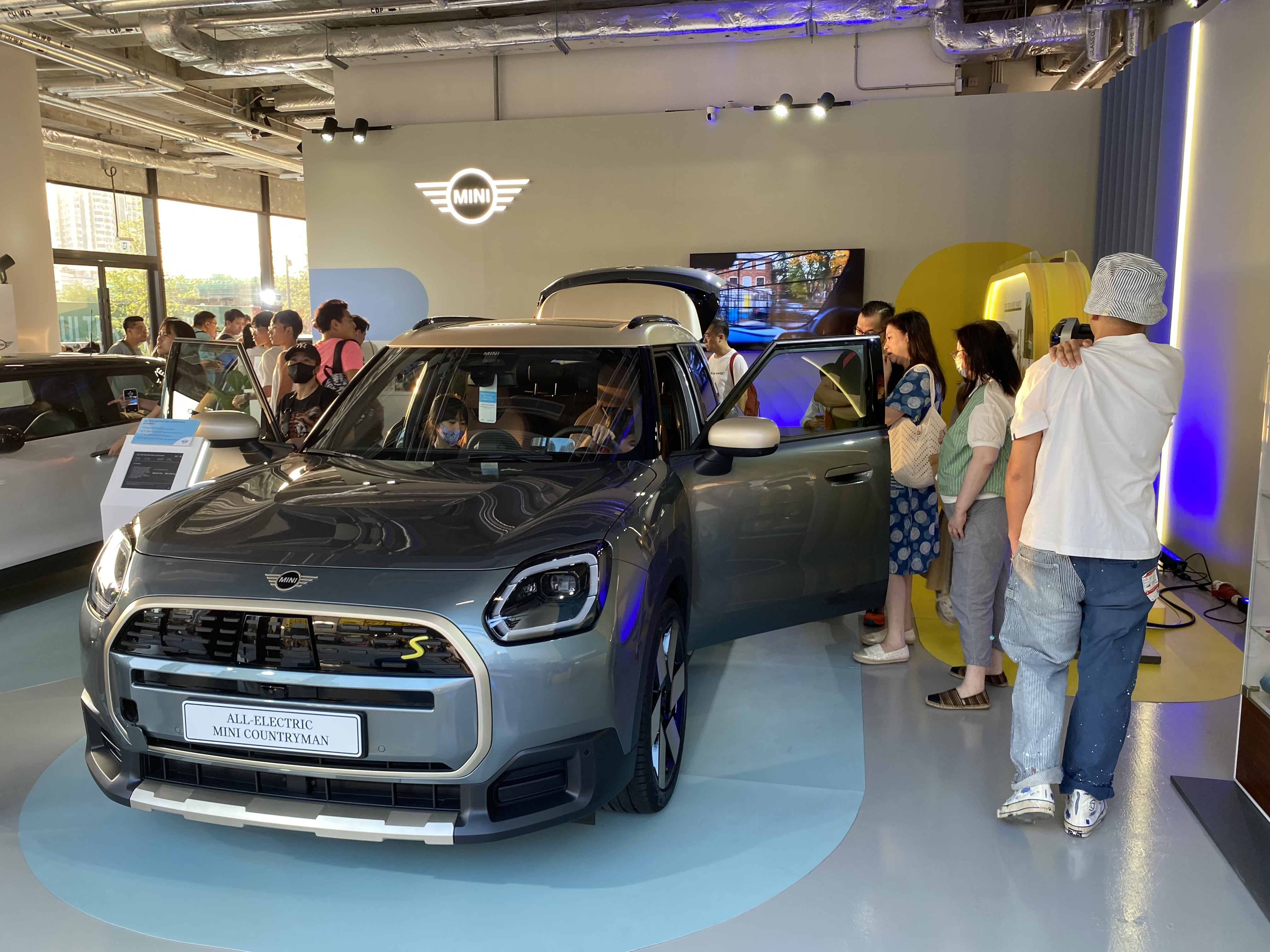
MINI BIG LOVE POPUP汽車限定店
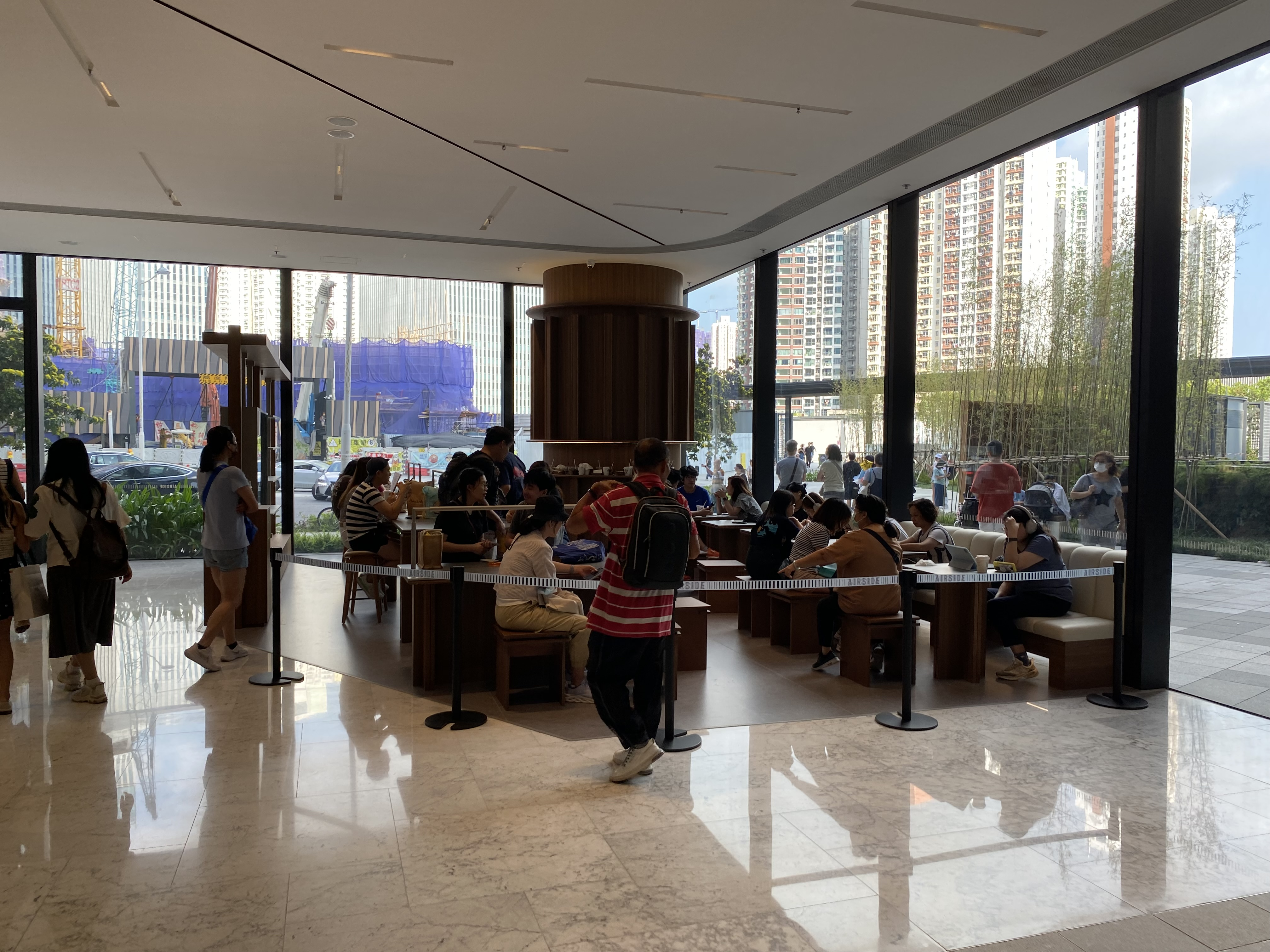
地面寫字樓大堂的咖啡店Ideaology
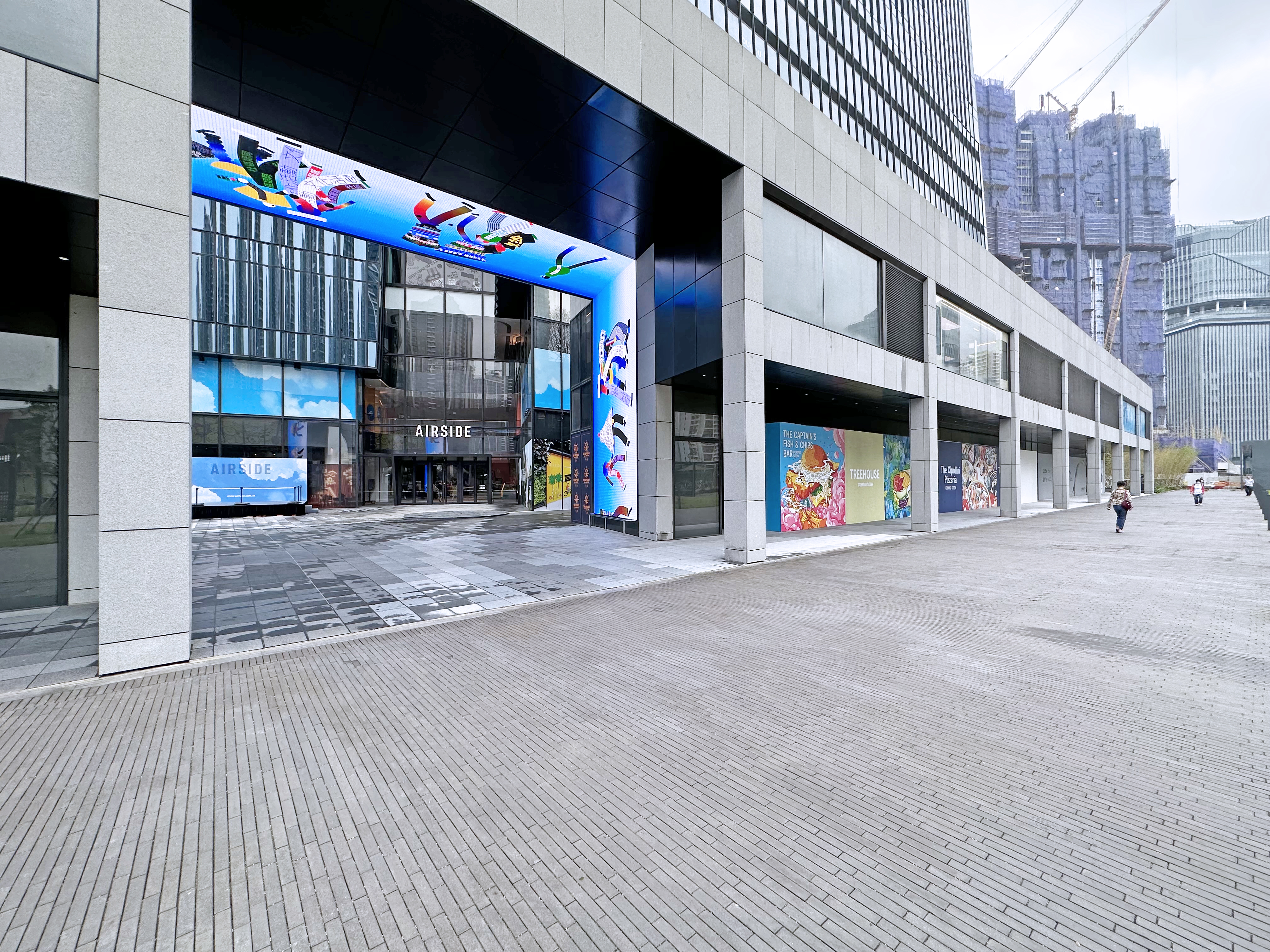
通往啟德車站廣場的低座大樓
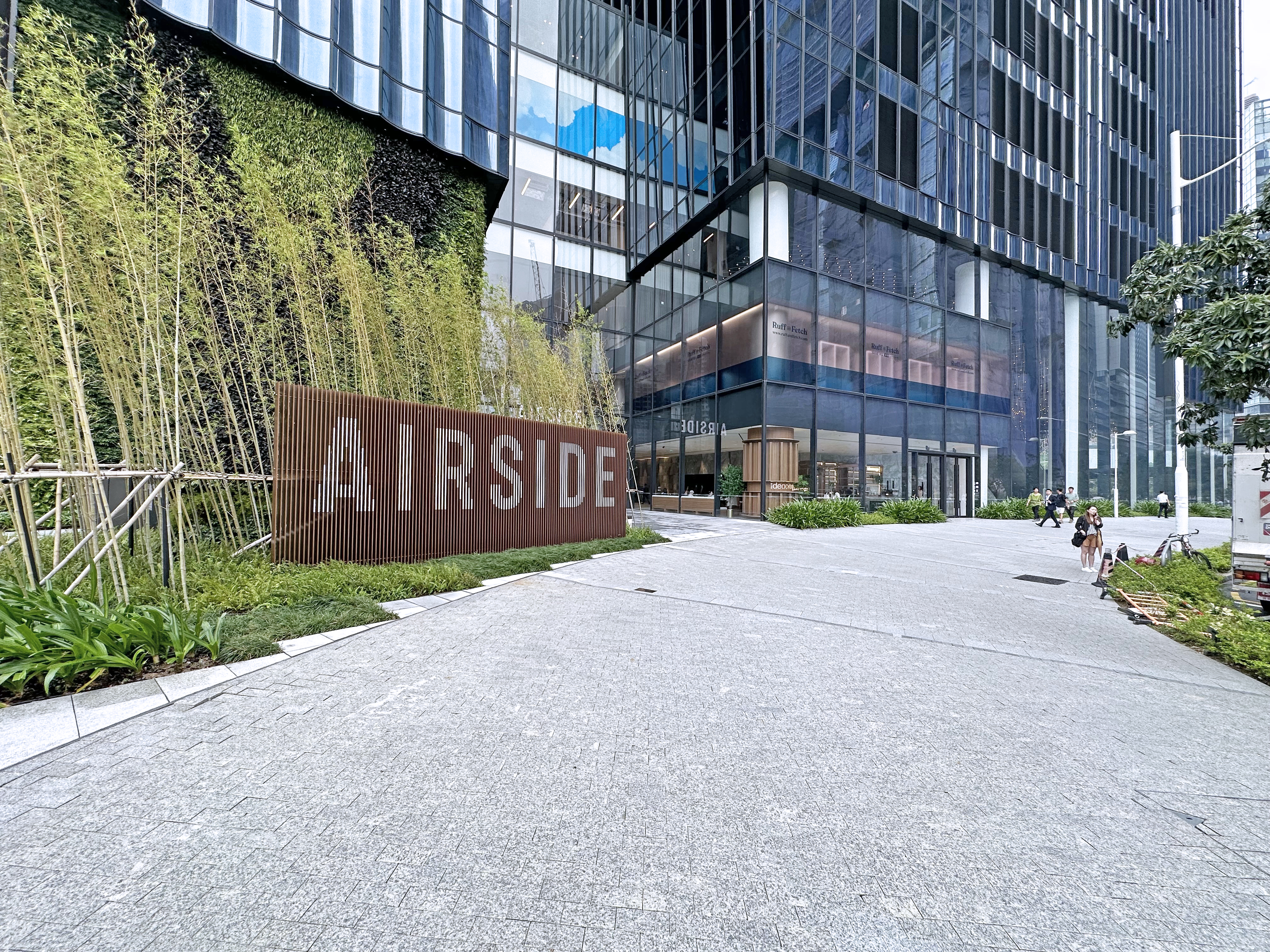
竹林廣場

#### 1樓
1樓租戶主要以寵物店為主，包括香港首間以PET BOUTIQUE為概念的日式寵物店“全日寵”、以貓為主打的寵物店Purr'Licious、主人與寵物可同時美髮的星級沙龍HOLA il colpo Hair & Pets、拉夫寵物生活。其他租戶包括內衣品牌Her own words。食肆包括西式戶外料理GOOCA stands for Go Out for Camping、夏威夷蓋飯專賣店pickobowl和Nam Nam Vietnamese Cuisine。
2024年12月，香港旅遊發展局、文創產業發展處及電影《九龍城寨之圍城》出品方合作，舉辦名為「走進香港，走進香港電影」的主題展覽，重塑戲內多幕經典場景，包括理髮店、大排檔、閣樓、士多及後巷等，以1:1比例在商場1樓重現。

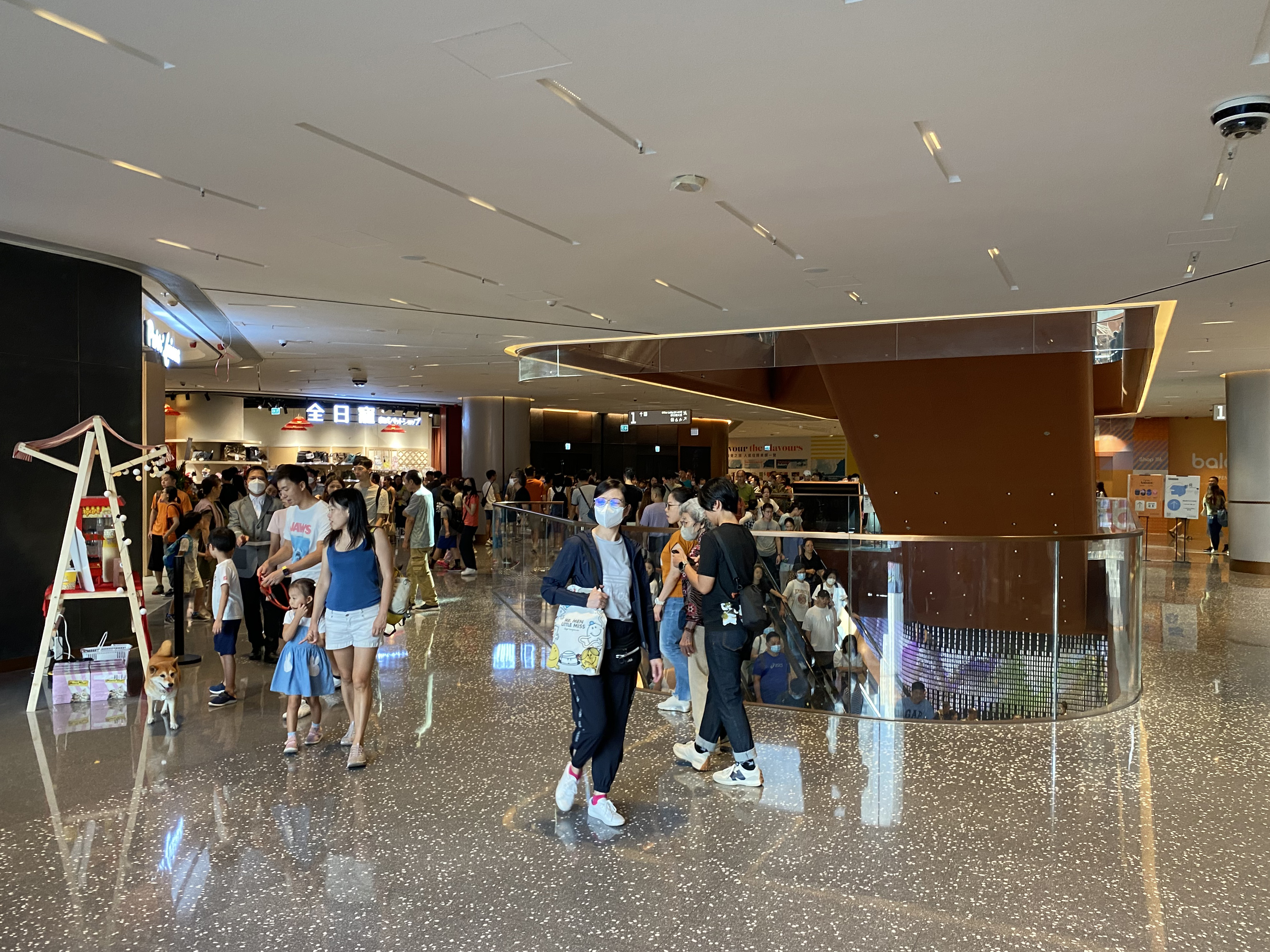
1樓
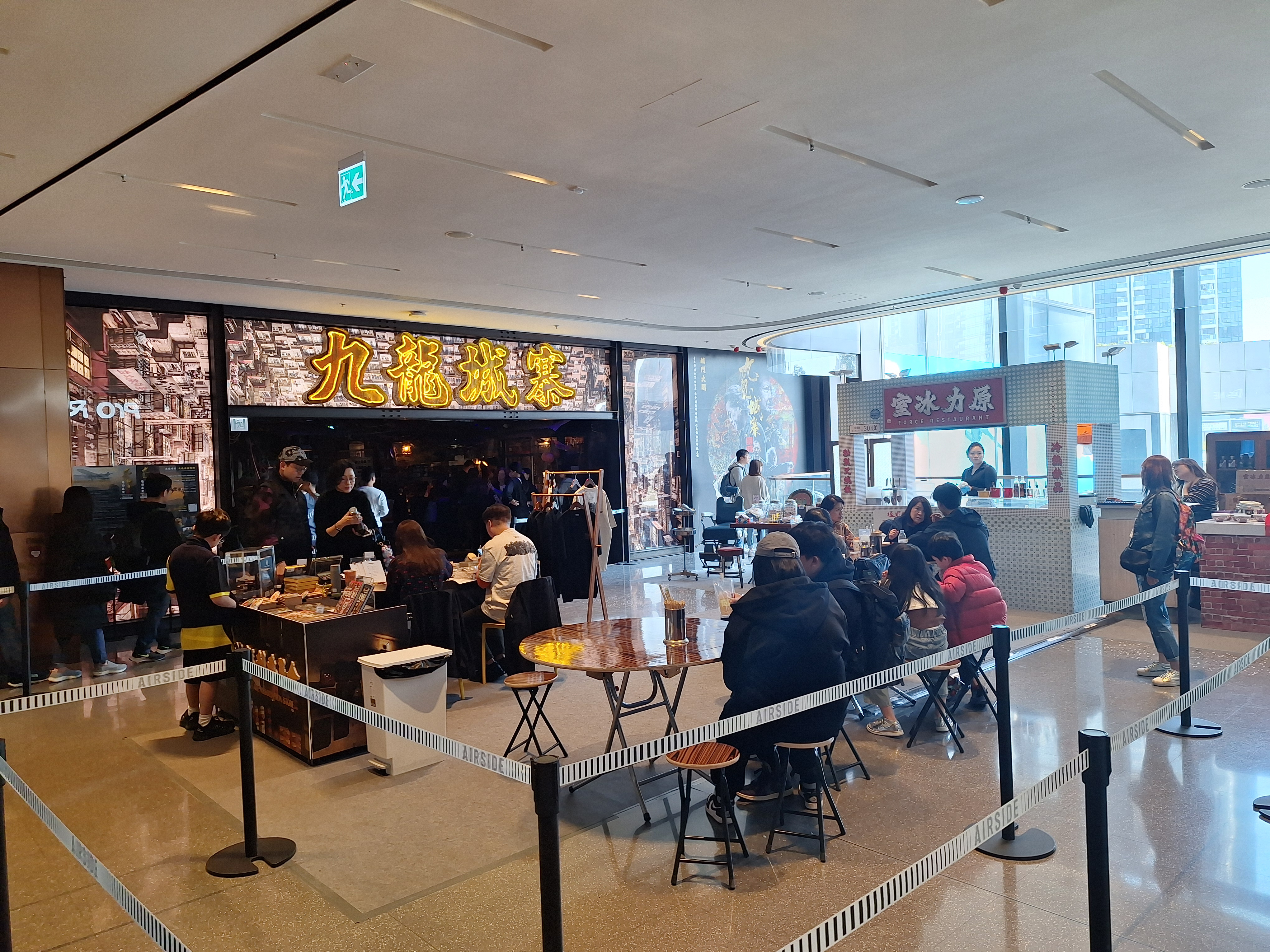
電影《九龍城寨之圍城》主題展覽

#### 2樓
2樓租戶以生活精品店為主，租戶包括GARIAN、B'IN Select、Fingers Work x The Wax Can、Pinkoi 秋日博品店和健康美容品牌Monoyono。其他租戶包括Nespresso在全亞洲首間互動體驗概念店、官茶坊、珠寶店PROMESSA A VITA、周生生、和記電訊SUPREME。同層亦設多國菜餐廳，包括西餐廳Chef's Cuts Restaurant and Bakery、翡翠拉麵小籠包、麵包店Pinky Bakery、健康食物店Future Salad、水果店如菓。愛和美心食品特許經營的壽司連鎖店“千両”及日式燒肉店“燒肉火蔵KAGURA”等。
商場在開業初期，將部分鋪位設飛行體驗主題區，包括打卡位、電腦模擬飛行體驗及無人機足球體驗。遊人需要使用手機應用程式購價體驗門票或於商場消費满指定金額換領及預約。
2樓設天橋連接太子道東商場Mikiki和工業貿易大樓。而戶外空間設有6,000平方呎空中農圃和寵物共融區。

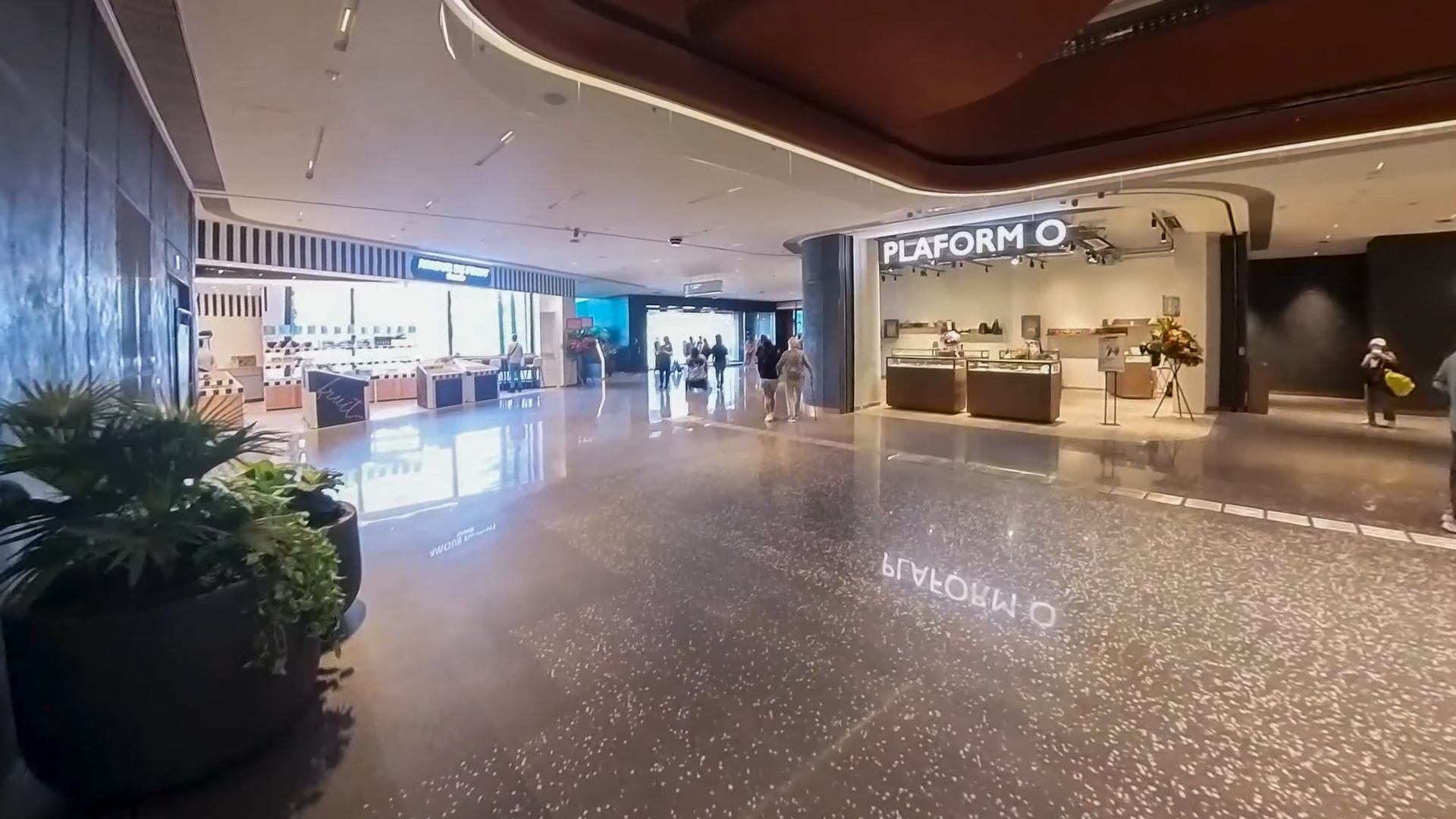
2樓商店
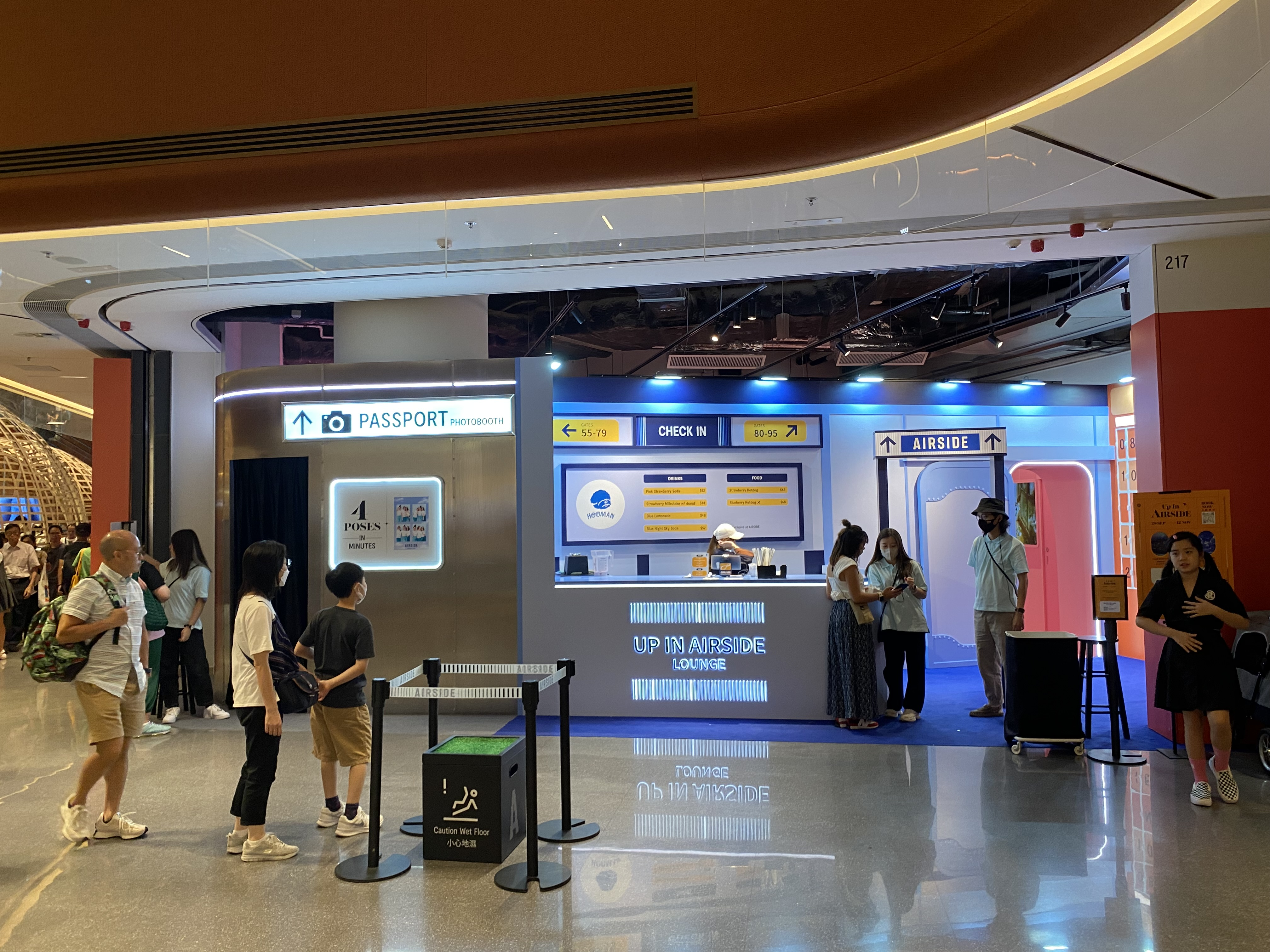
商場在開業初期，將部分鋪位設飛行體驗主題區
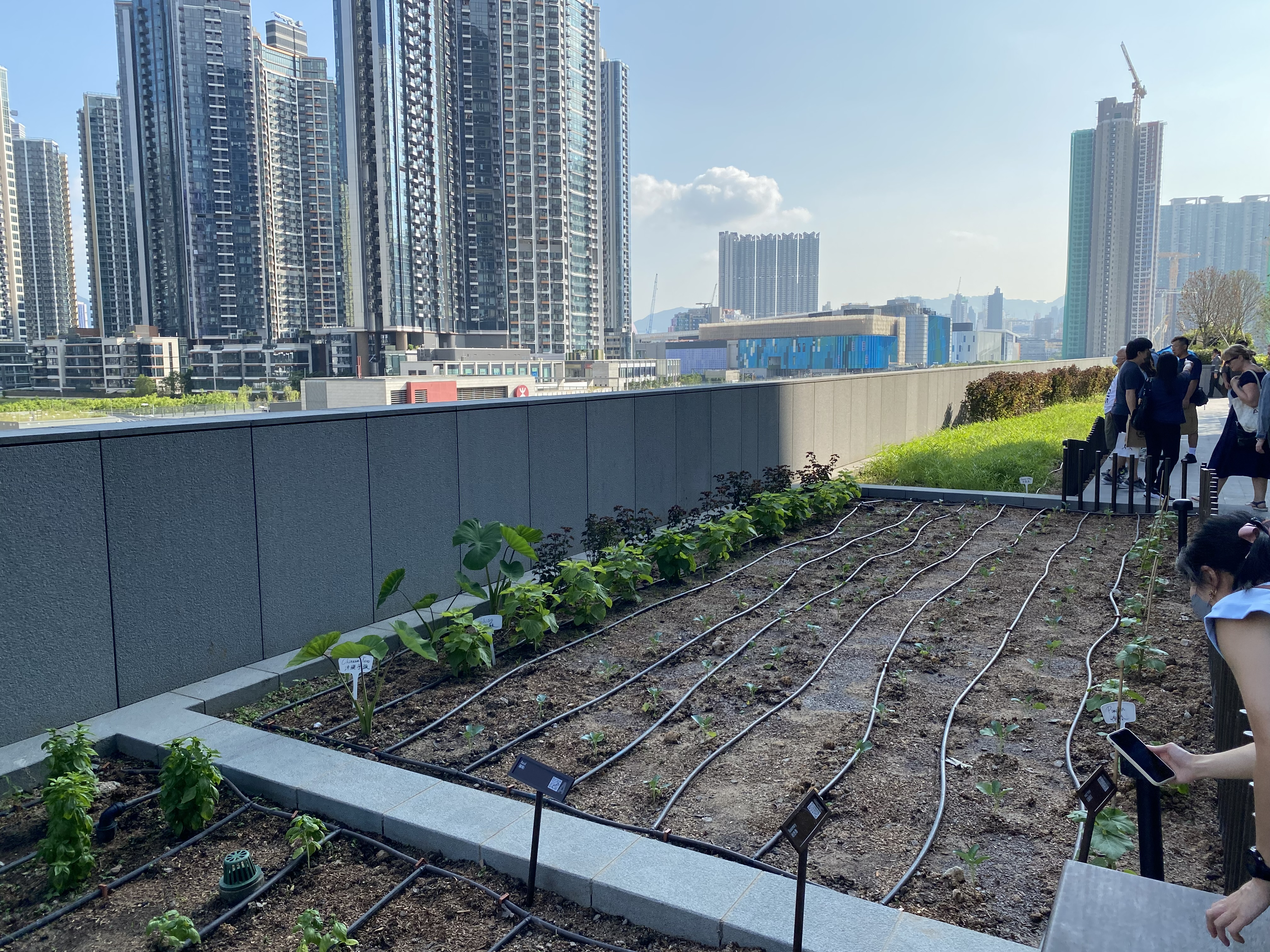
空中農圃

#### 3樓

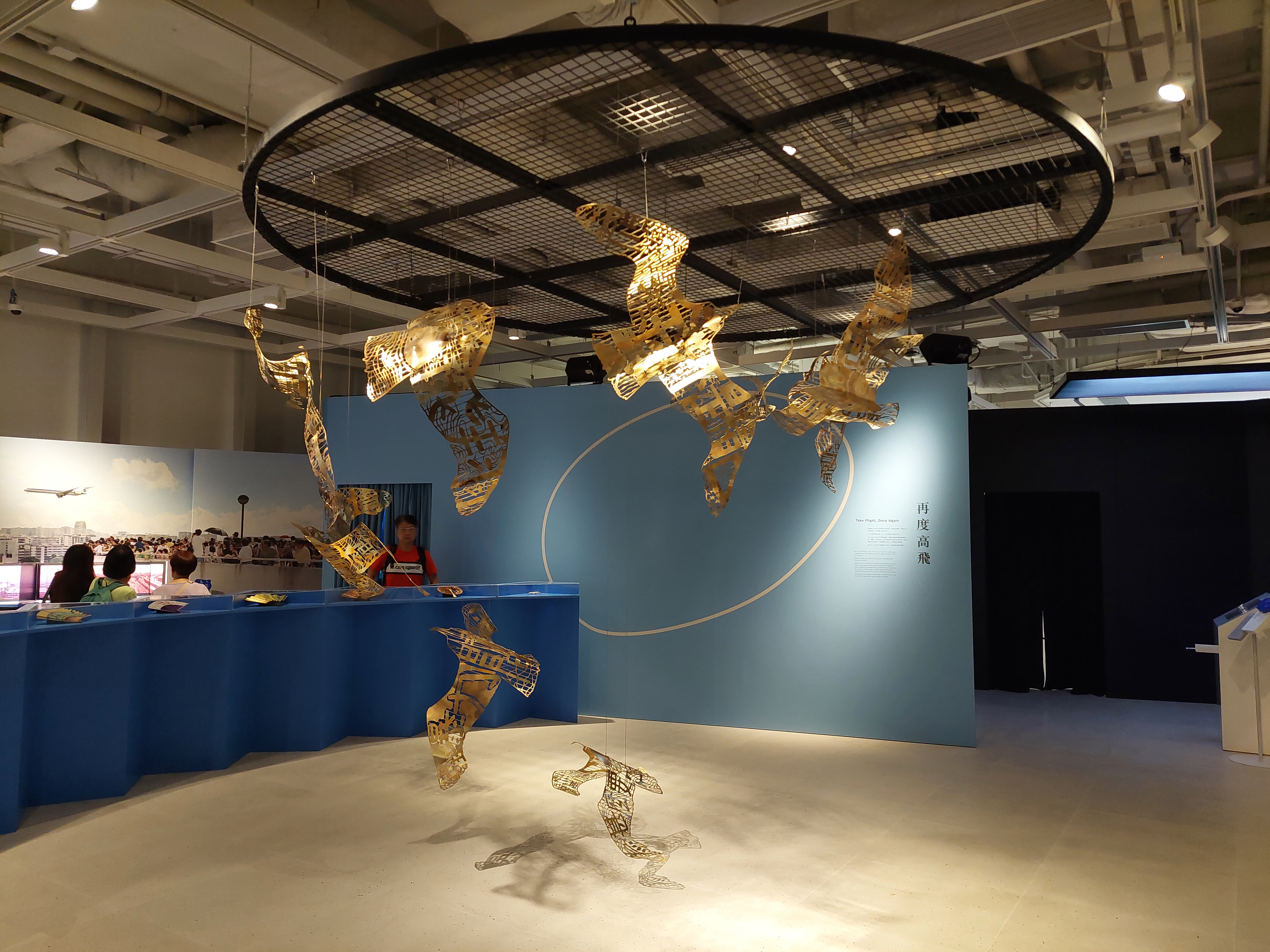
3樓藝文創意空間「GATE33藝文館」

3樓租戶以家居和生活精品店為主，租戶包括德國電器品牌MIELE首間位於九龍的體驗店、來自日本的BRUNO、本地家居店HOMELESS、日泰進口實木傢俬店 ALOT Living、手工藝店OYTY Critique、手製陶瓷器具店“曉至”。其他租戶包括本地原創潮流服裝品牌SUGARCOATSTOR、E305a美術室和中國銀行。餐廳包括創新日式洋食料理Relish Kitchen、峰景餐廳集團旗下的AIRSIDE Cafe和蛋糕精品店AIRSIDE Pâtisserie，以及現代中餐廳“嵐月”。
3樓設3,000平方呎藝文創意空間「GATE33藝文館」，為香港及國際藝術家提供場地舉辦活動、展覽、分享會、工作坊等。同層亦設有「世界之約生活研習所」。

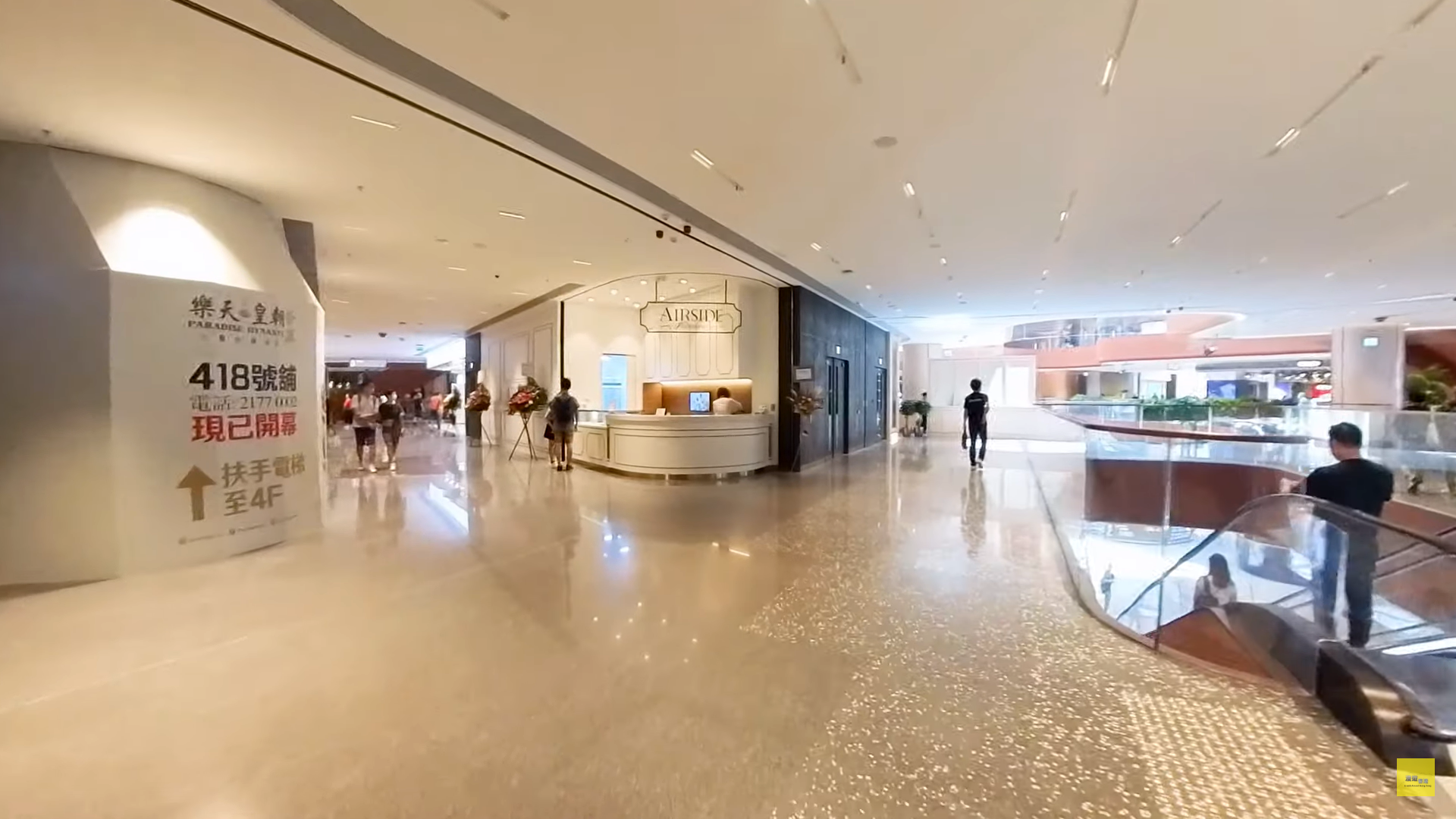
3樓商店
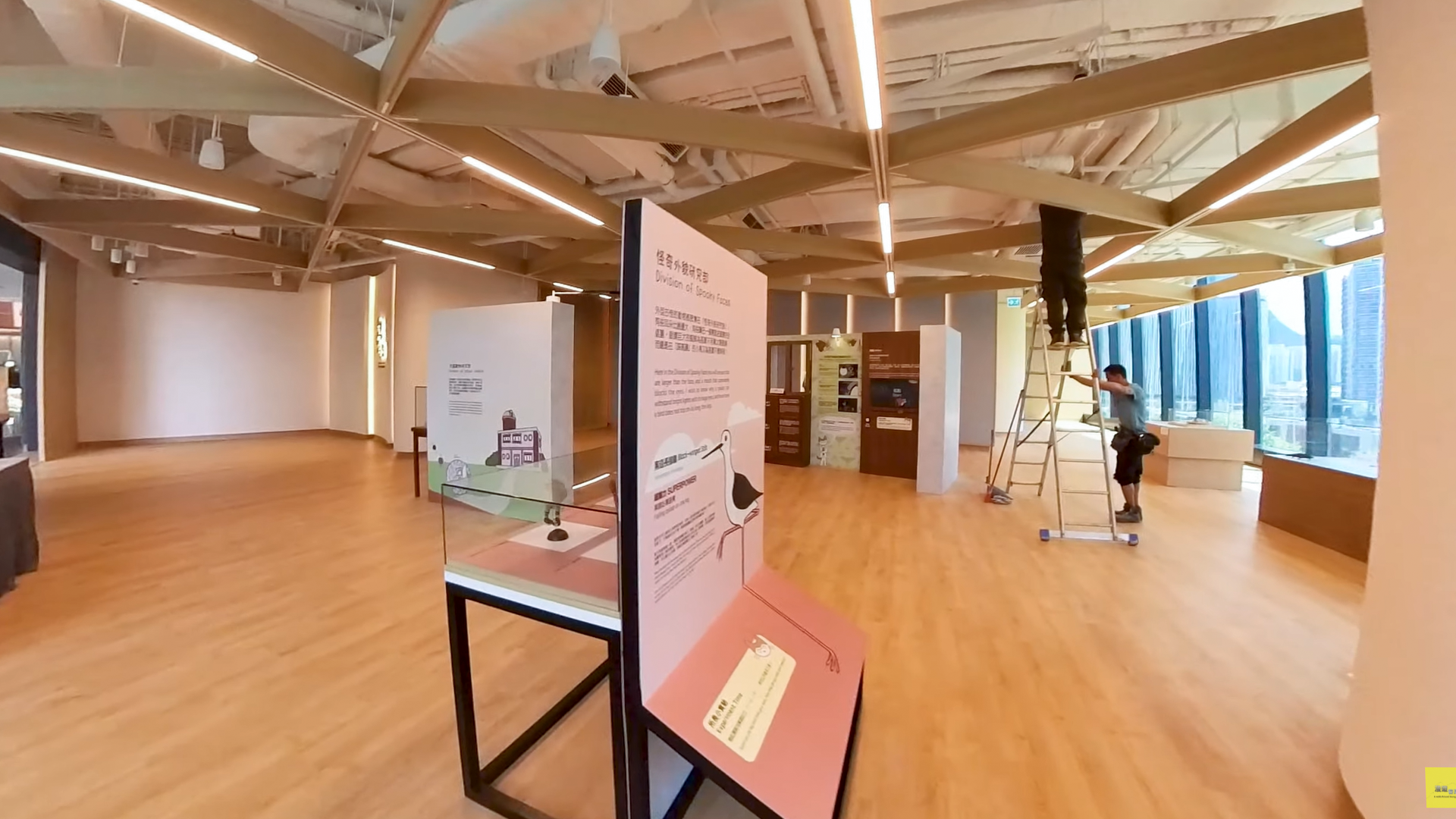
「世界之約生活研習所」

#### 4樓

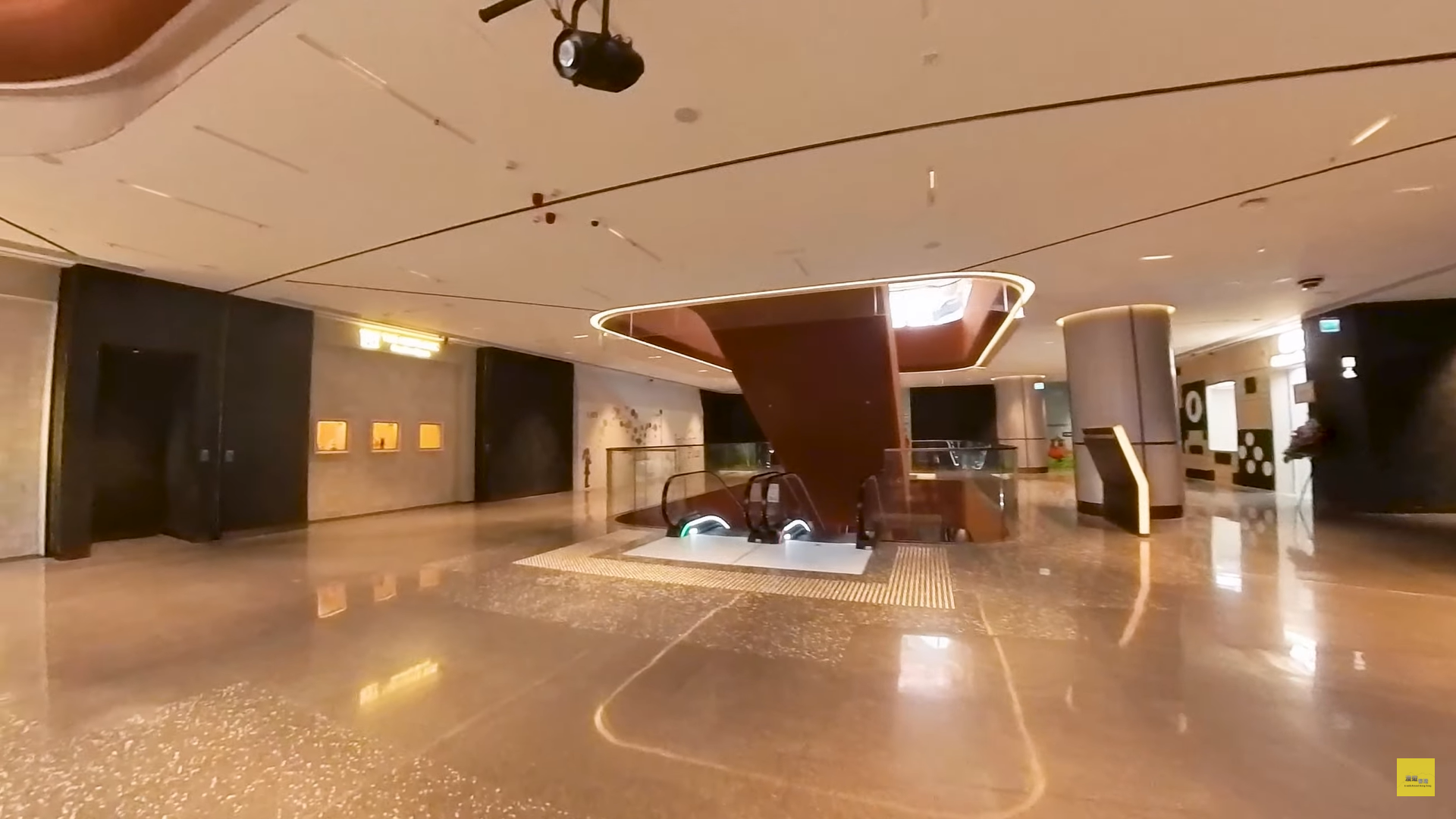
4樓部分鋪位仍然空置中（2023年10月）

4樓最大的租戶為佔地12000平方呎的無印良品。其他租戶包括預計2023年12月中開業，佔地8,000呎的新加坡連鎖室內兒童遊樂中心Bouncetopia by Kiztopia、美國冒險樂園、敏感肌護膚品品牌AMOFIA、日本專業體組成磅品牌TANITA、香港圍棋冠軍朴永云創辦的兒童圍棋學習園地Go Adventure、本土初創品牌的社區平台MM9未買夠和柏斯音樂。
餐廳為新加坡樂天餐飲集團旗下的「樂天皇朝薈萃」。

#### 5樓
5樓設佔地33,000平方呎的MCL AIRSIDE戲院，內設7間影院。同層設嬰兒及兒童用品店Hanna & Scallop。同層亦設多間餐廳，包括韓國烤雞店Goobne Chicken、韓國漢堡包店Needs Burger、韓國BBQ店 「Yuk Mi Jeong Dam 肉味情談」、本地蛋糕品牌My Sweet Art、手打檸檬茶荼飲店「林香檸」和富臨集團旗下佔地過萬呎大型美食廣場「FOODMUSE」和韓國釜山燒肉店「冬柏」, 玩具反斗城。

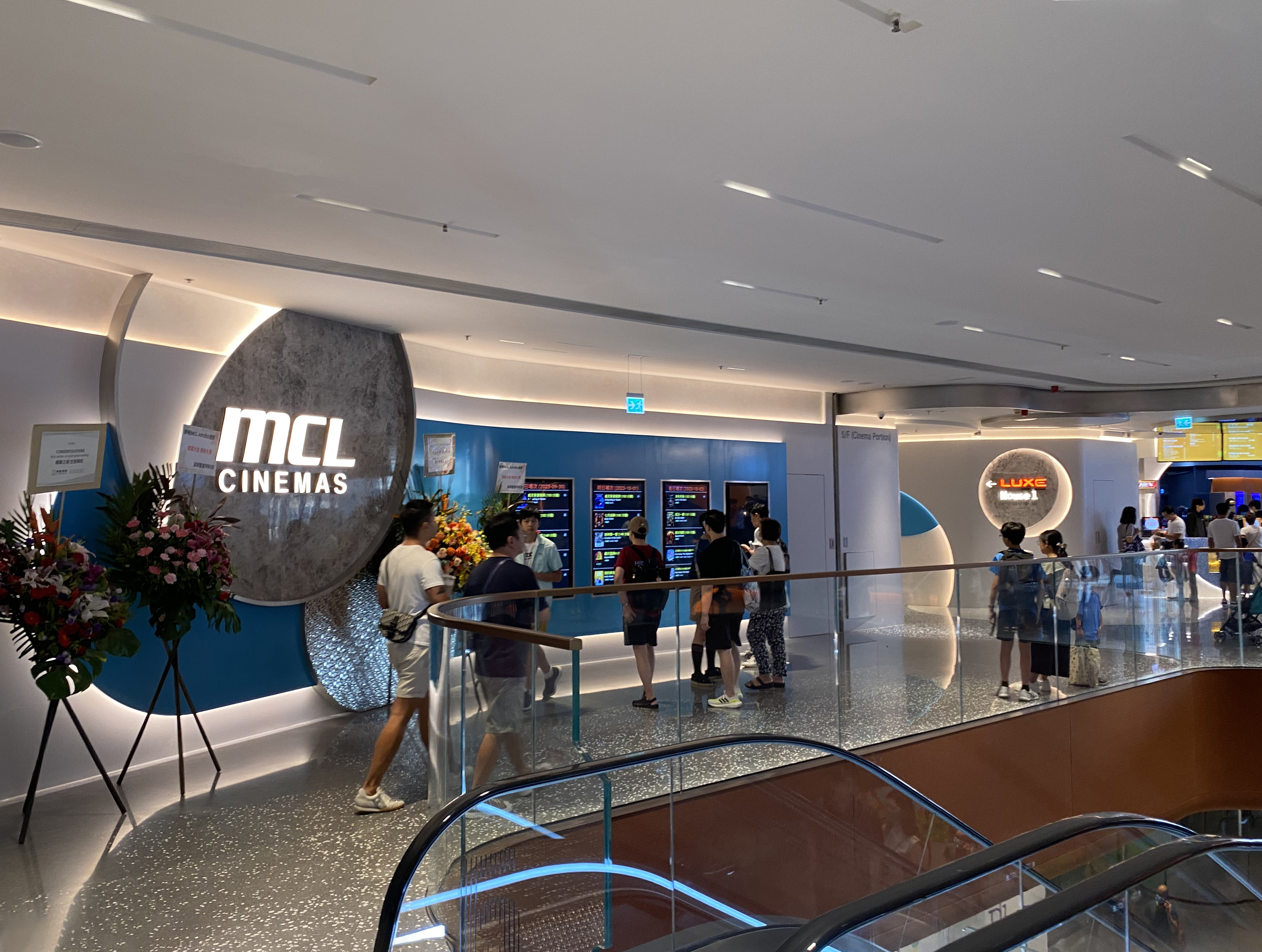
MCL AIRSIDE戲院
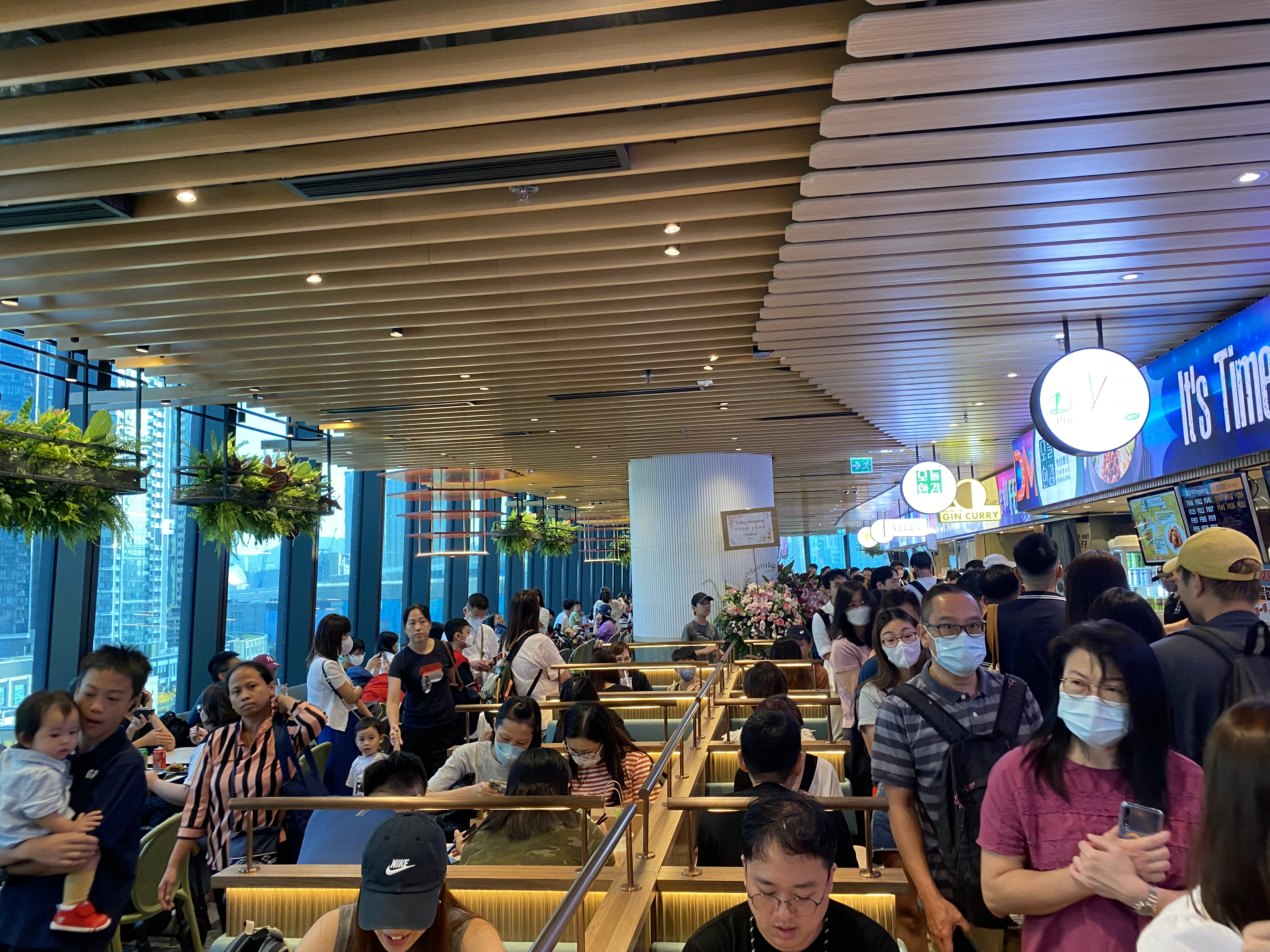
富臨集團旗下美食廣場「FOODMUSE」

#### 6樓

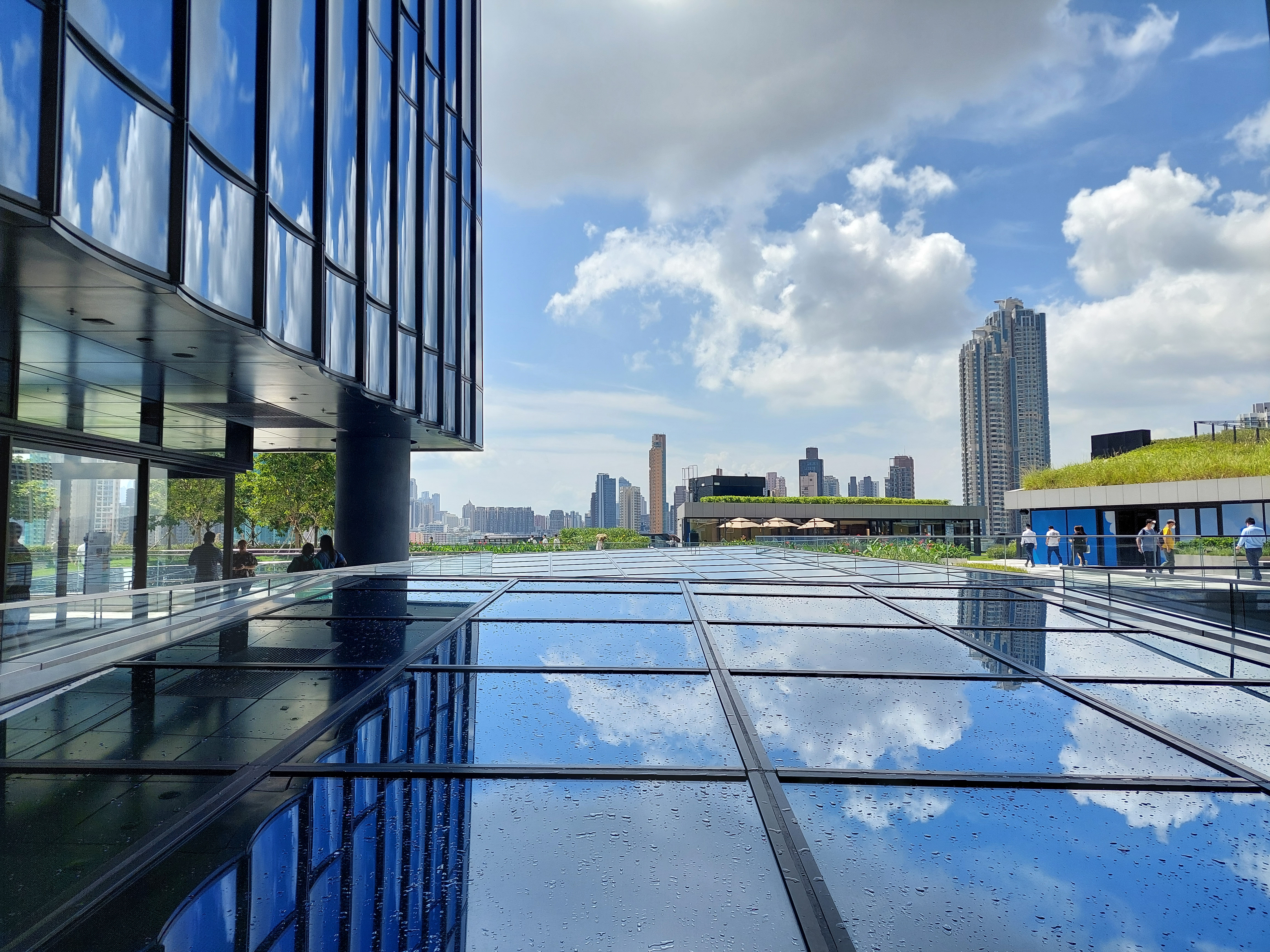
6樓空中花園

6樓為餐飲層，設有5間餐廳。租戶包括中國菜“五匠六釜”、富臨集團旗下韓式洋輕食Terrace in Seaside、意大利菜餐廳BELLAVISTA BBQ & GRILL、和中國呷哺呷哺旗下的台式麻辣火鍋餐廳“湊湊火鍋‧茶憩（甄選）”。而來自芬蘭的全球連鎖室內衝浪餐廳 「浪谷 SURF HOUSE」將在12月底開業。該層亦設有空間展示藝術品，並有扶手電梯通往7樓，但目前以圍板封閉。
戶外設有接近1.8萬平方呎露天空間，設空中花園、露天劇場及都市農莊。

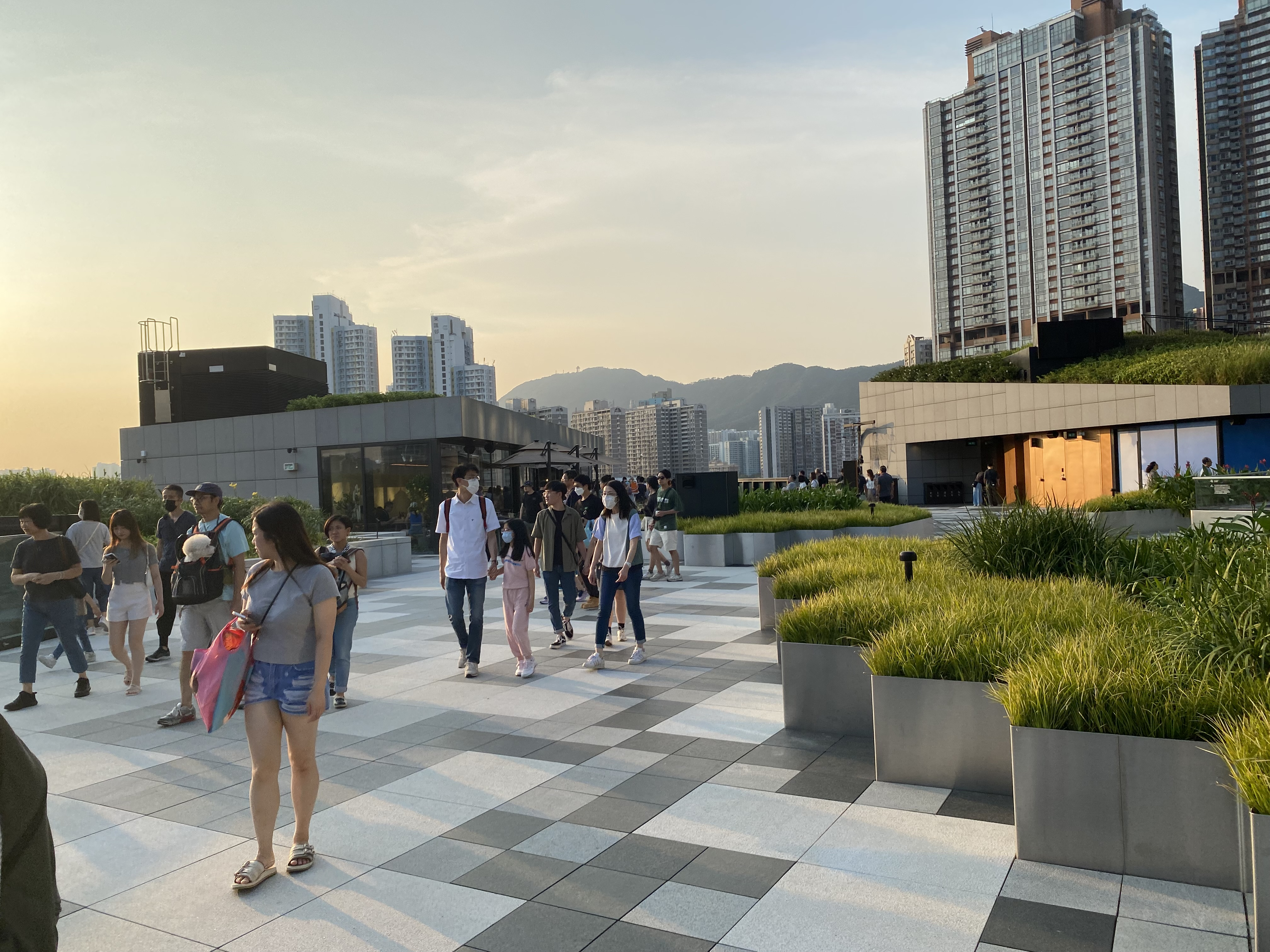
空中花園設有餐廳
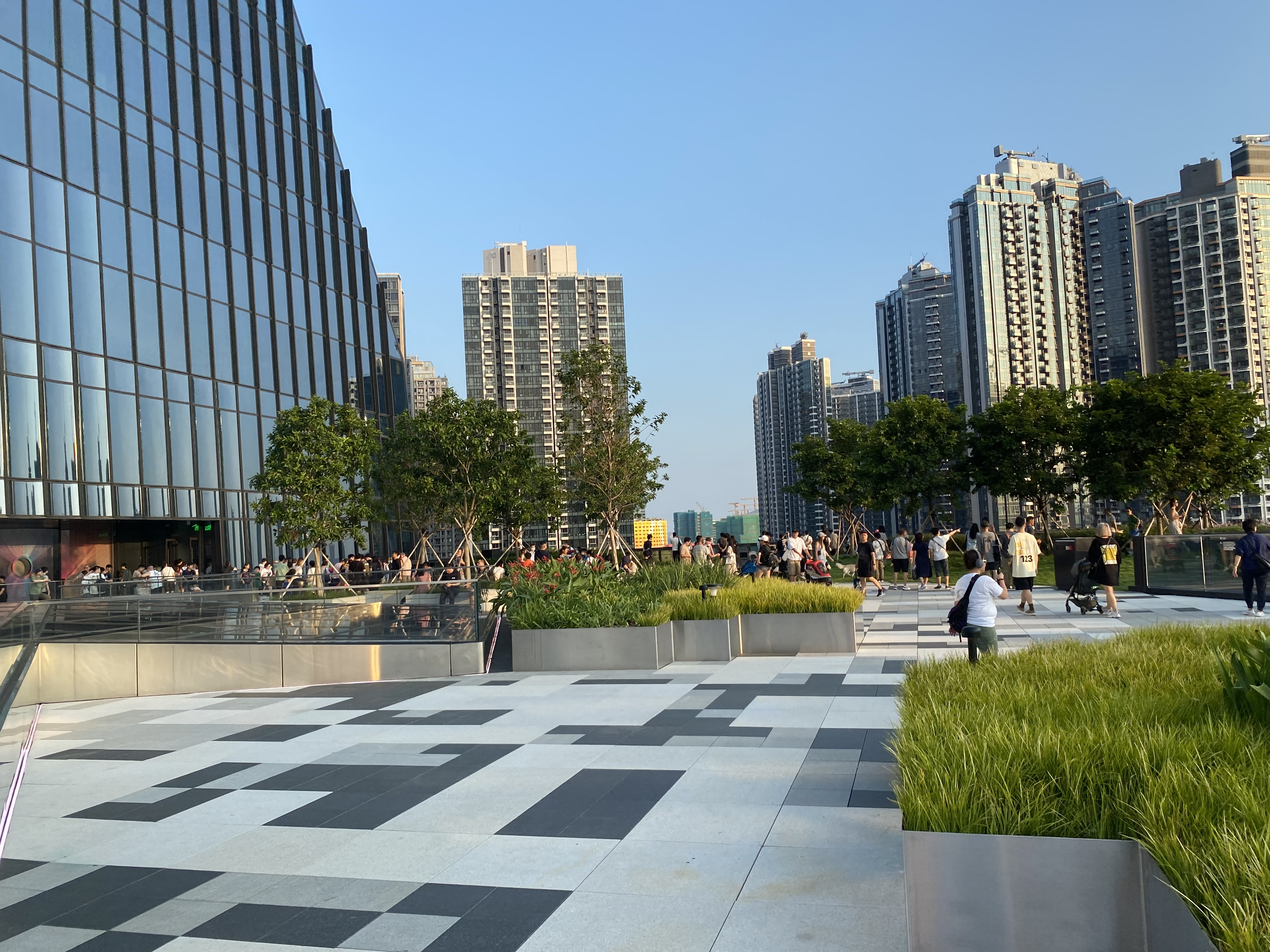
空中花園
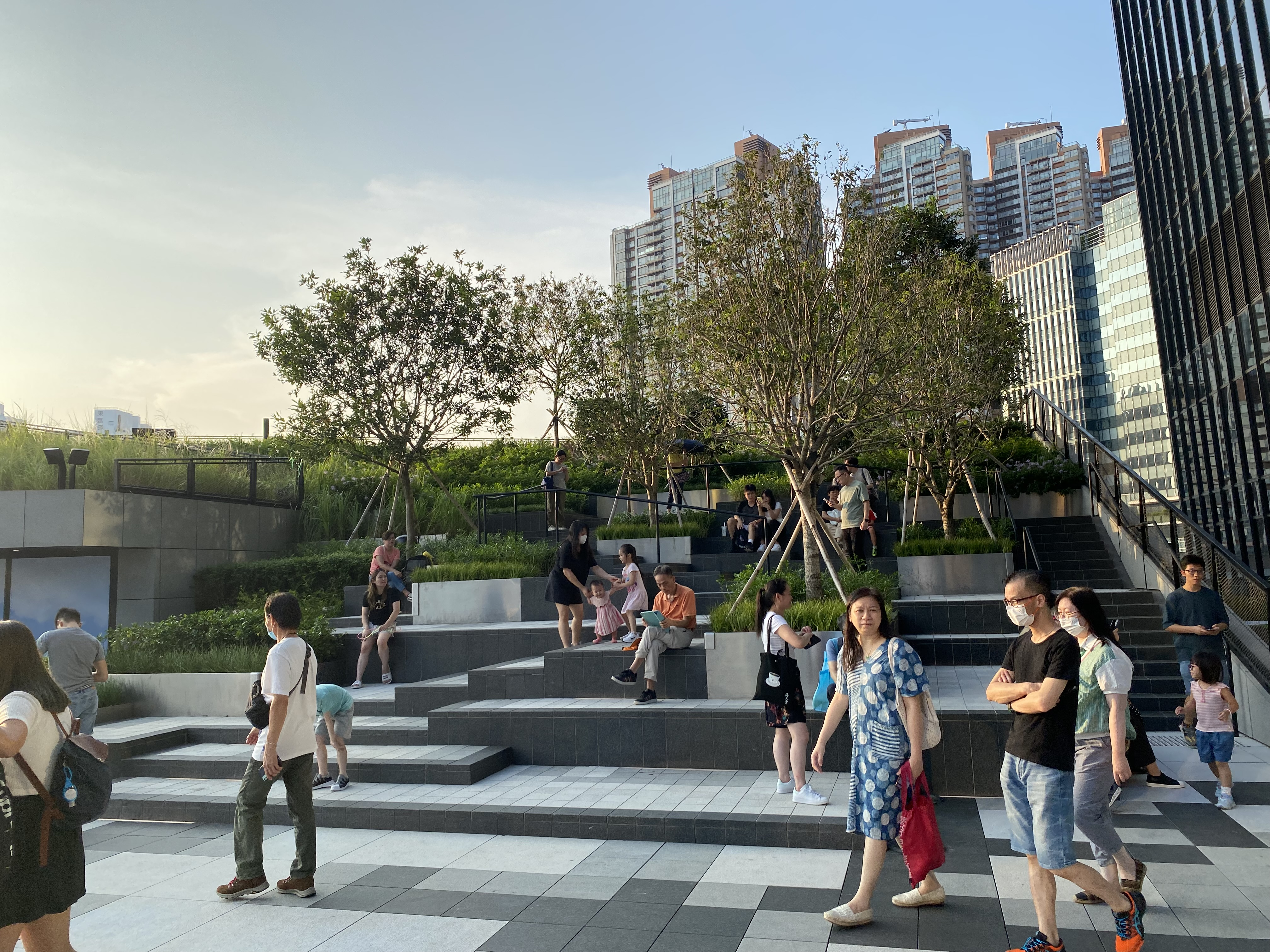
露天劇場

#### 7樓至9樓
7樓設有餐廳「農耕記·湖南土菜」，8樓至9樓為佔地2萬呎的健身中心「恆動館 Asphodel House」。

### 商戶

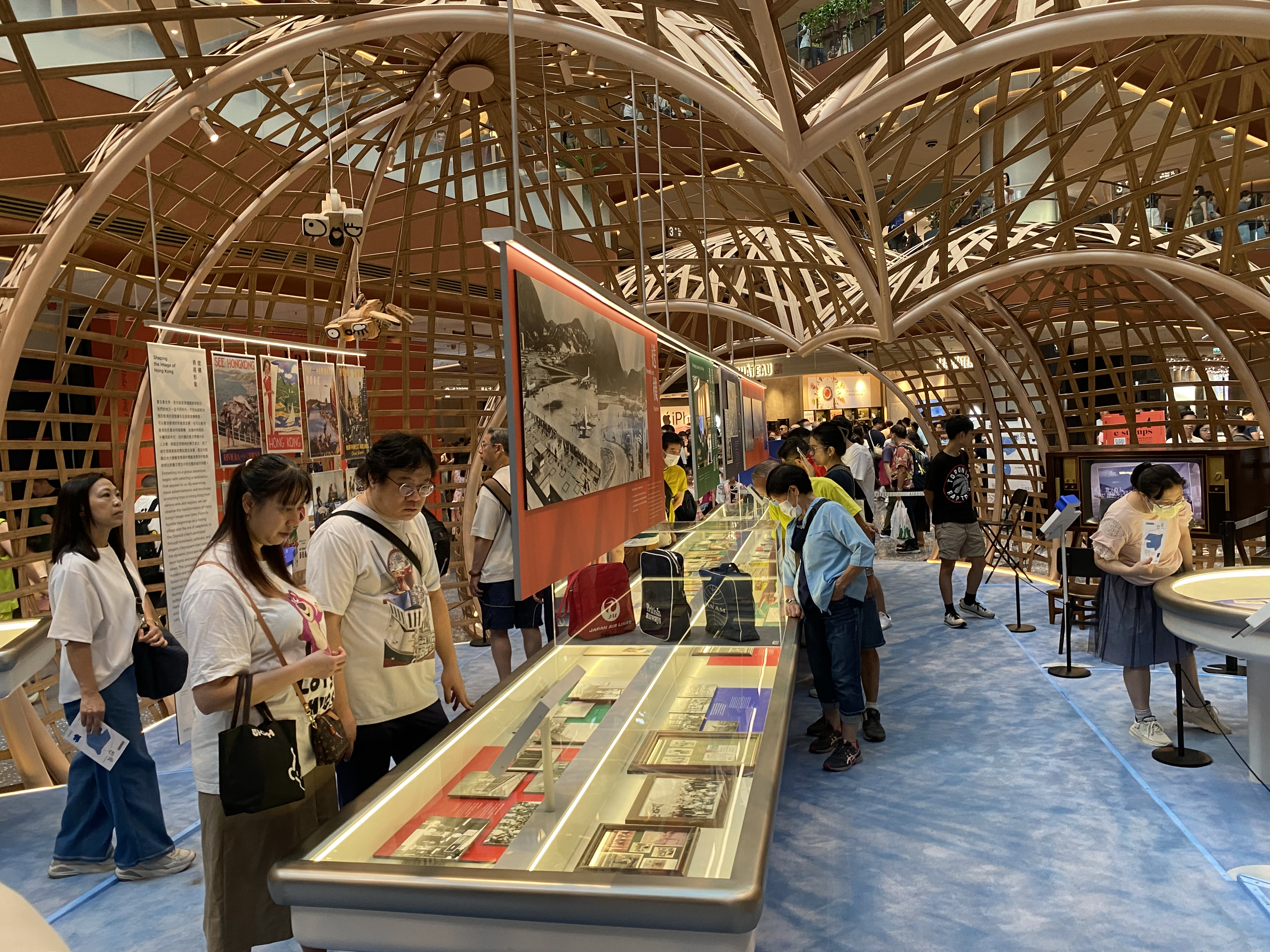
商場開業初期設立的展覽

商場設有MCL AIRSIDE戲院，佔地33,000平方呎，內設7間影院，提供900個座位，包括LUXE: A RealD Experience巨幕影院。而無印良品亦有逾12,000平方呎的門市。德國高級家電品牌Miele亦開設九龍首間體驗店。咖啡品牌Nespresso亦首次在商場開設亞洲首間體驗式概念精品店。而場內亦設有一系列特色本地品牌和多間為寵物而設的商店，包括寵物美容護理服務和日式寵物店等。
餐廳方面，場內有多達40間餐飲食肆，包括來自芬蘭全球連鎖室內衝浪餐廳SURF HOUSE，日本人氣抹茶名店nana's green tea設香港首間分店，傢俬店ALOT Living在3樓開設日式洋食餐廳Relish Kitchen by ALOT。商場亦設富臨集團經營的Foodmuse美食廣場，內設11間檔位，租約期6年，首2年基本月租為46萬元。

### 寫字樓

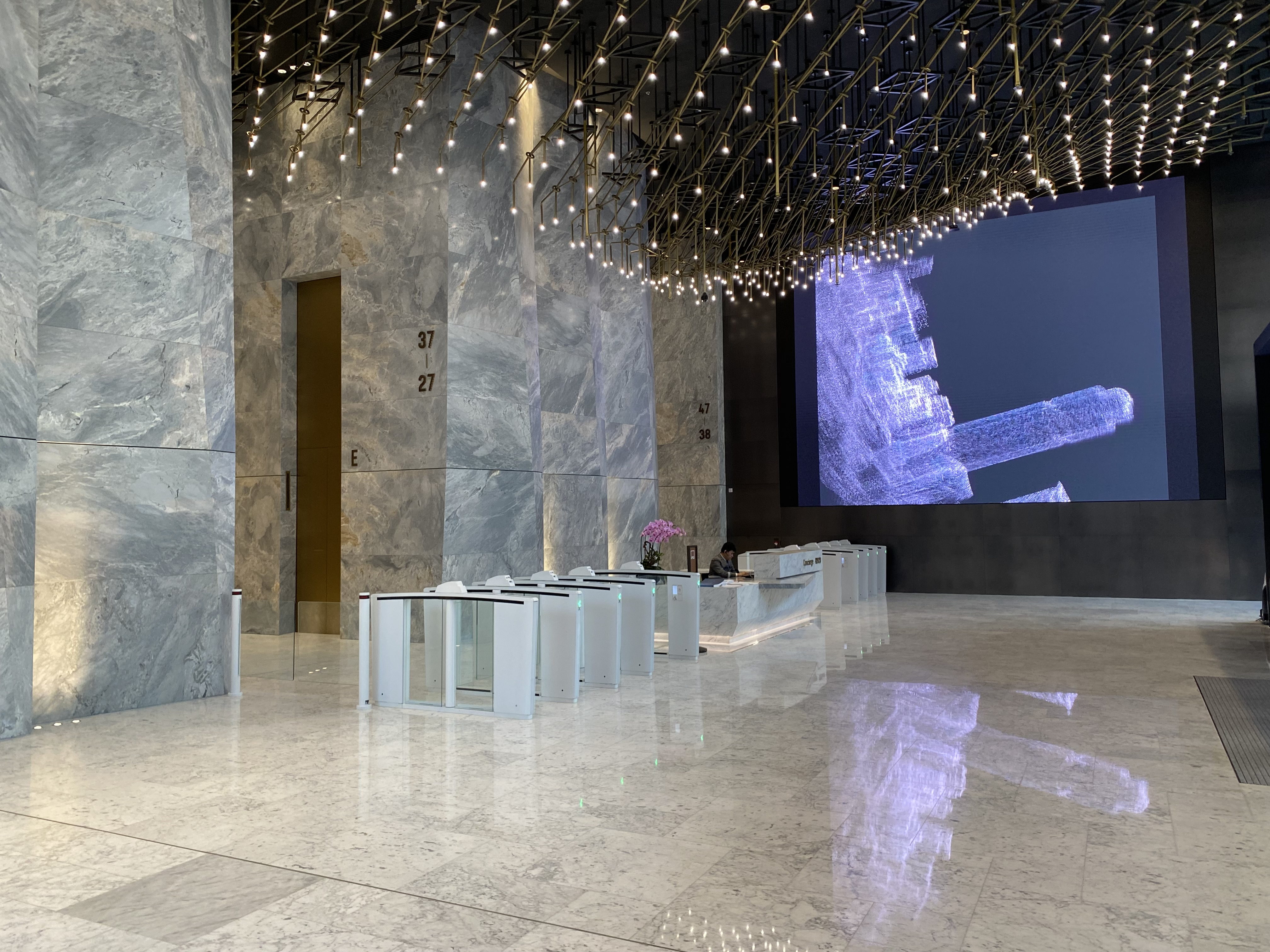
寫字樓電梯位於地下的大堂局部照

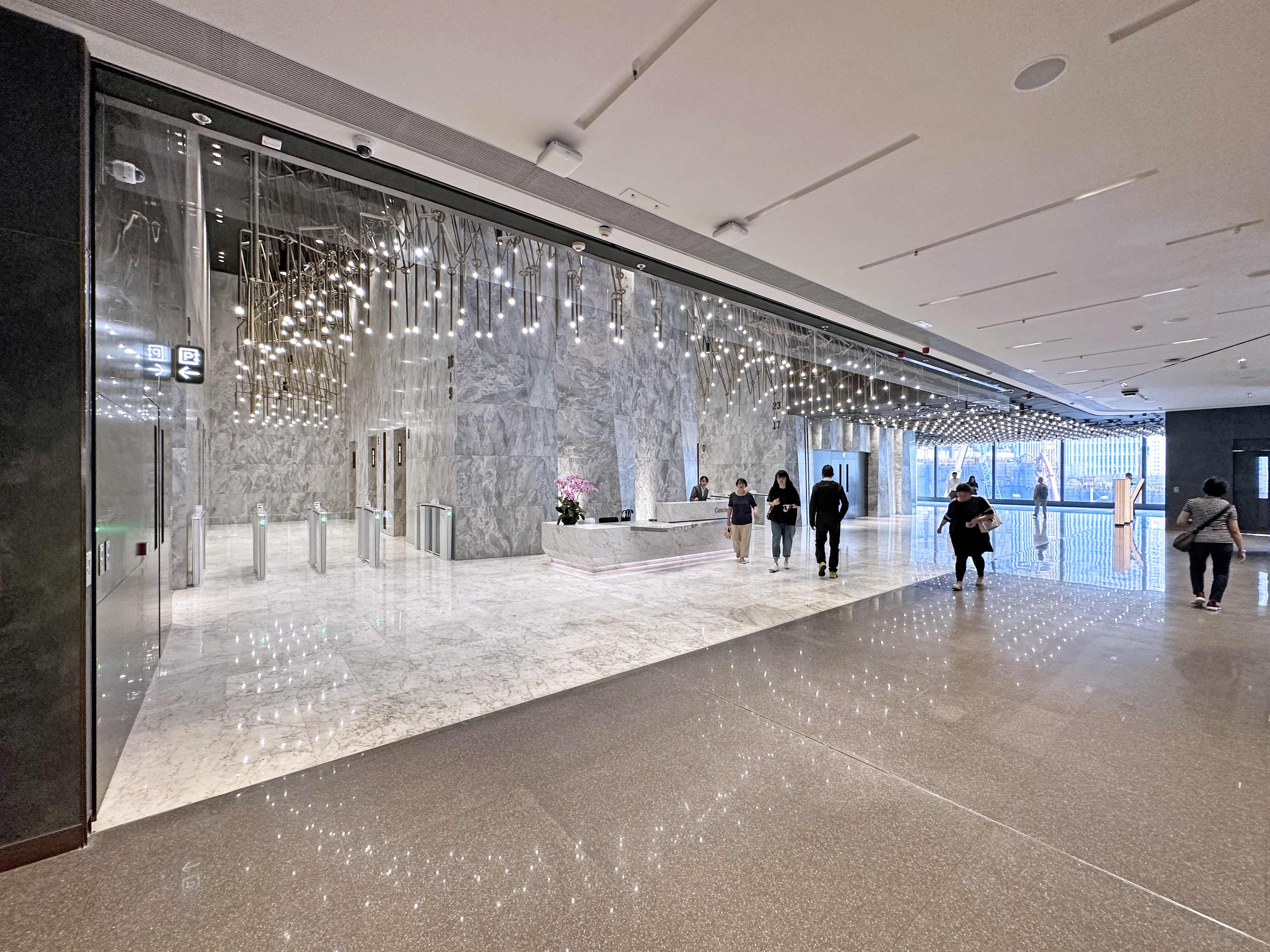
2樓寫字樓大堂

甲級寫字樓有32層，總建築面積約190萬平方呎，當中10樓至18樓為相連樓層，在地下和2樓的升降機大堂外設有閘機，面積達53,000平方呎。而大廈亦裝設全港首個自動垃圾收集智能管理系統，系統可記錄各租戶的垃圾棄置量。
發展商在2020年尾時開始進行招租。2022年10月，22樓全層戶獲生產及採購家庭電器、廚具的跨國採購公司租用，成交呎租約30元，較兩年前意向租金低約四成。大廈的27樓在2023年4月22日至5月7日舉行藝術展覽。目前租客包括日資三菱日聯銀行，法國賽博集團香港分公司及柯尼卡美能達商業系統等。
此外，發展商南豐集團的總部（南豐國際控股有限公司）地址，已於2024年5月開始於官方網站正式更改為AIRSIDE。
以下為寫字樓部分租戶分佈：
- 43樓：柯尼卡美能達商業系統（香港）有限公司（Konica Minolta Business Solutions (HK) Ltd.）及Digital Solutions Square（展示室）
- 31樓-33樓及35樓-36樓：友邦保險（AIA）
- 29樓及30樓：華僑銀行（香港）
- 28樓：葛蘭素史克有限公司、赫力昂香港有限公司（Haleon Hong Kong Limited）（2810-2812室）
- 27樓：LP10售樓處
- 23樓：AIRSIDE管業處
- 22樓：賽博亞洲有限公司（SEB Asia Limited）
- 21樓：PUMA Hong Kong Limited
- 18樓及19樓：三菱日聯銀行（BANK OF TOKYO-MITSUBISHI UFJ）
- 16樓及17樓：南豐集團
- 15樓：歷德卡福連亞洲私人有限公司（Lidl & Kaufland Asia PTE Ltd）、歷德香港有限公司
- 11樓：保誠保險

### 停車場

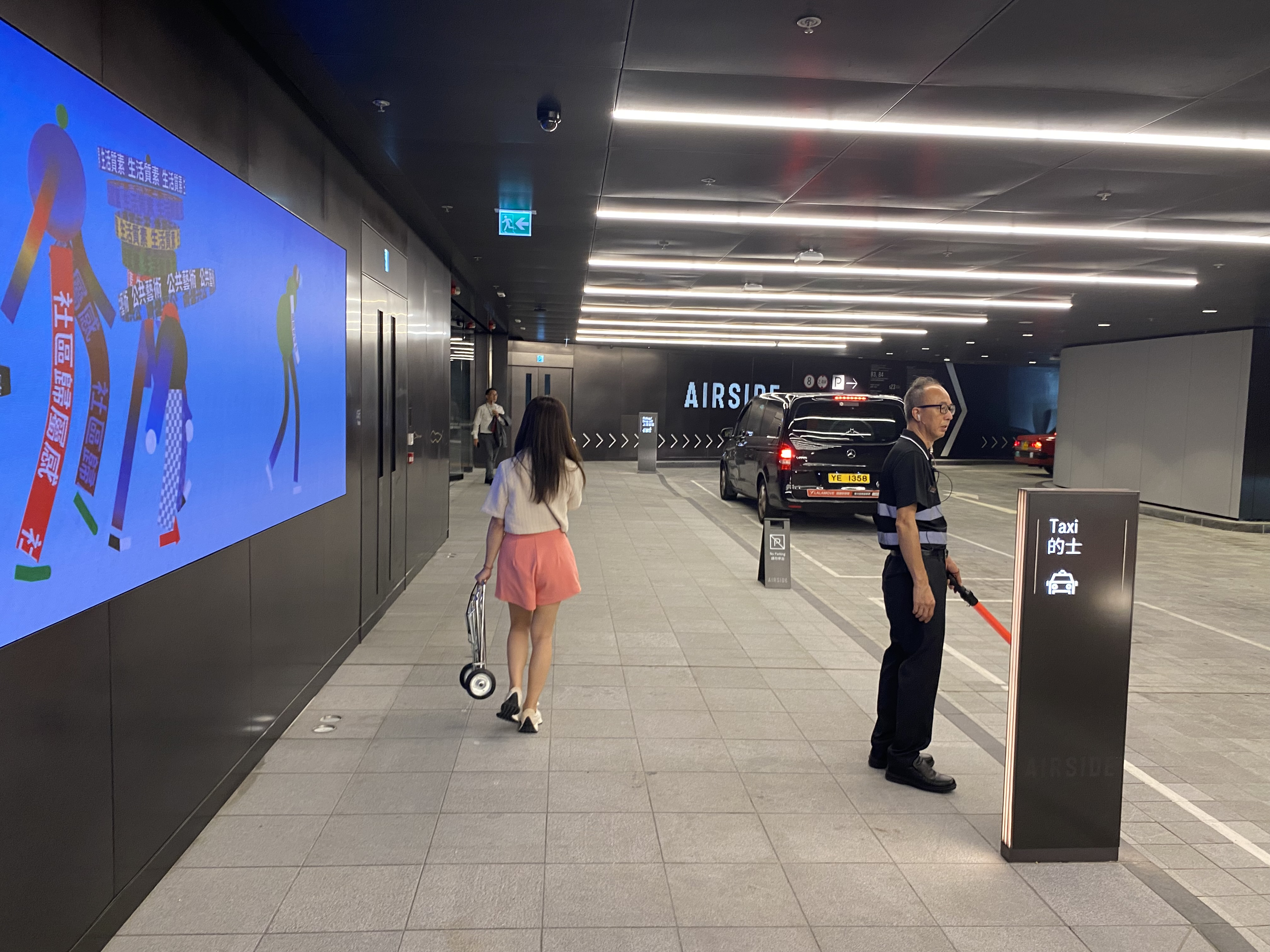
B1層汽車上落客處

項目提供850個車位，並設香港首個自動單車停泊系統，提供48個單車泊位。

### 休憩空間
發展商指大廈綠化面積覆蓋達整個項目的三分一，包括6樓設3萬呎空中花園和位於2樓的6000呎空中農圃，後者會集合了多種熱帶及本地植物，並計劃設自然導賞團及都市農耕體驗。

## 事故
2020年6月27日，一名41歲印度裔男工人在17樓工作期間，一根約重10噸的工字鐵突然從高處墜下，先擊中棚架，其後事主亦被扯下至2樓，當場證實死亡。

## 完工後圖集

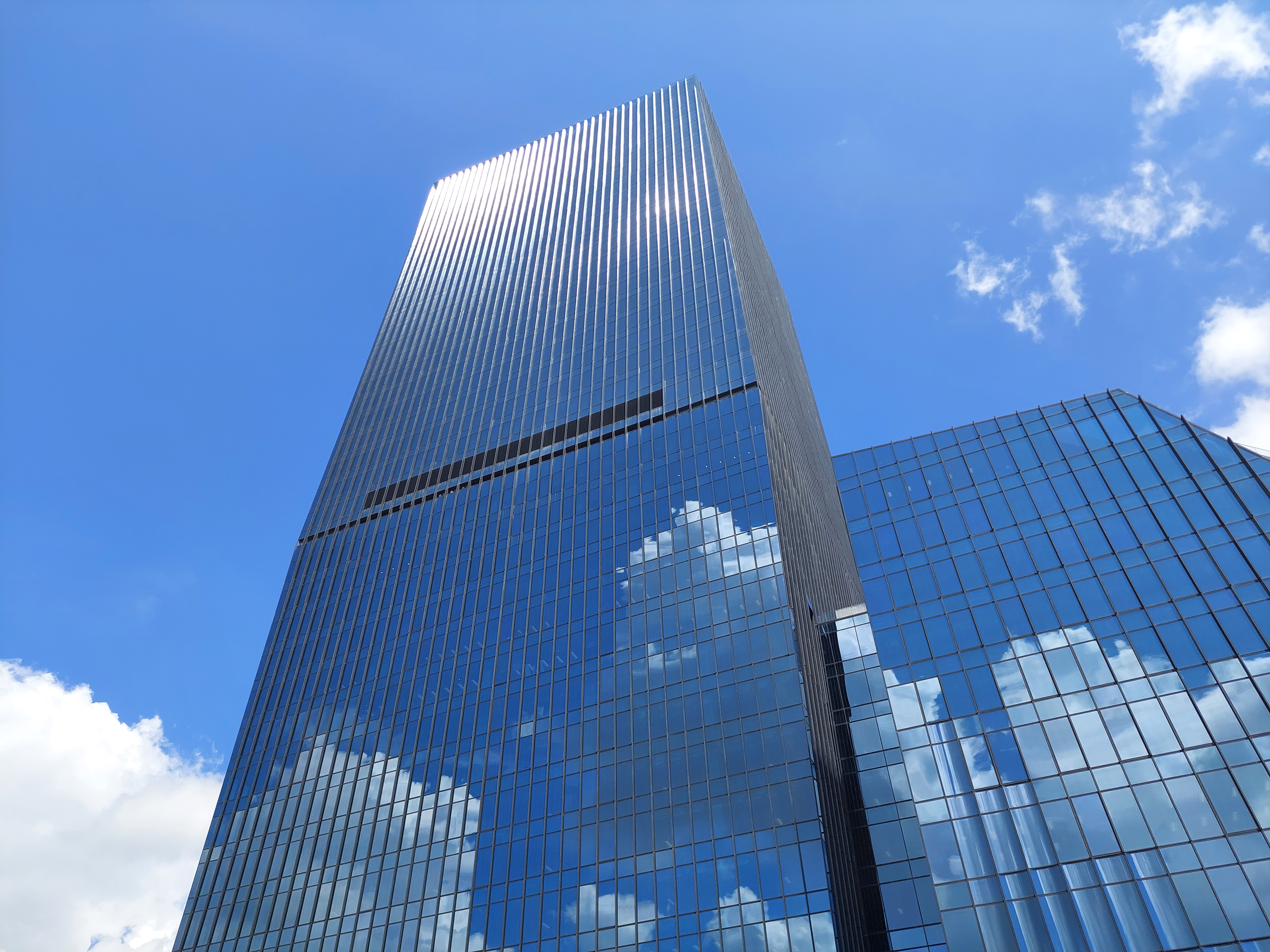
主樓外觀
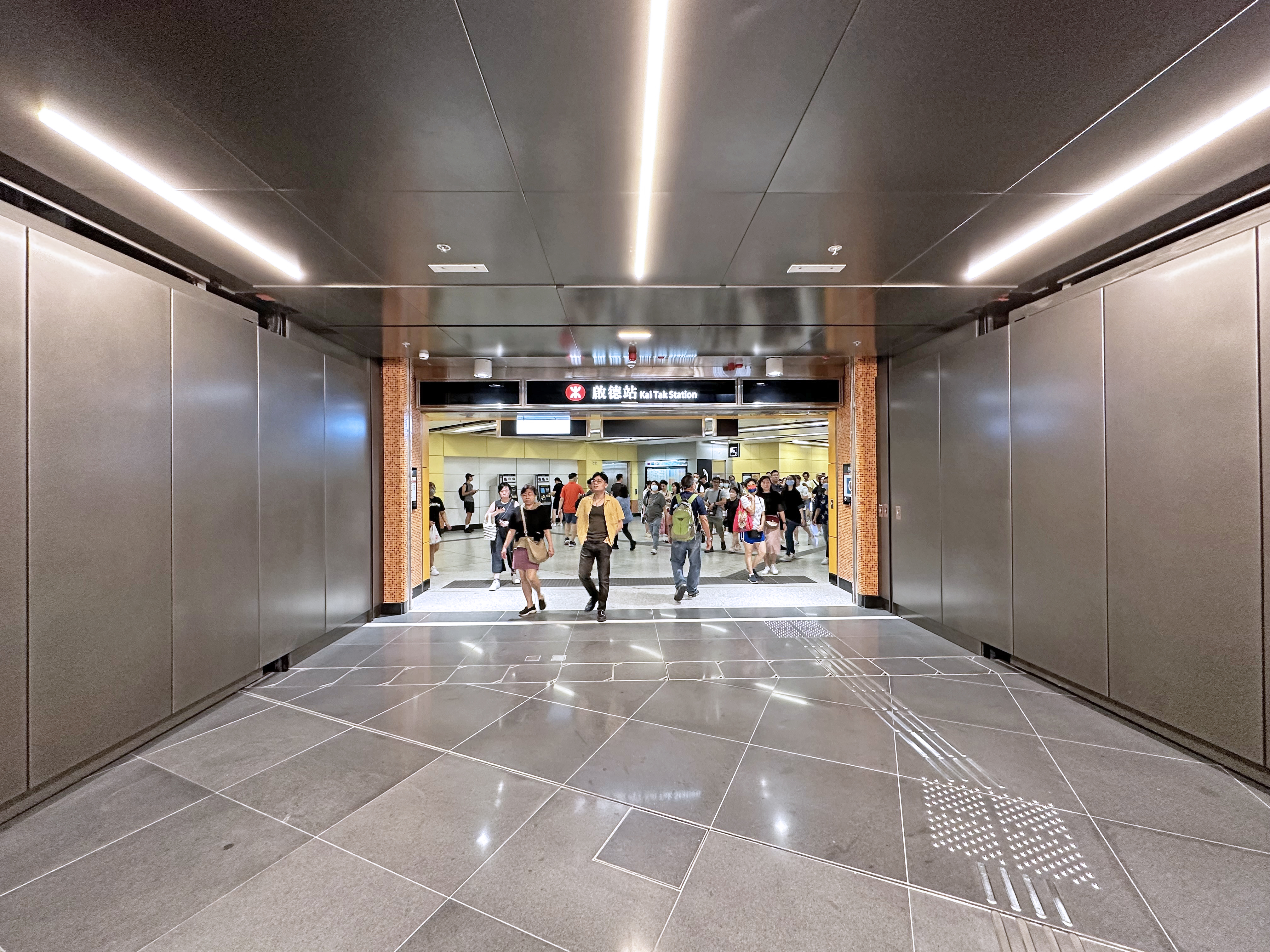
商場連接啟德站的出入口
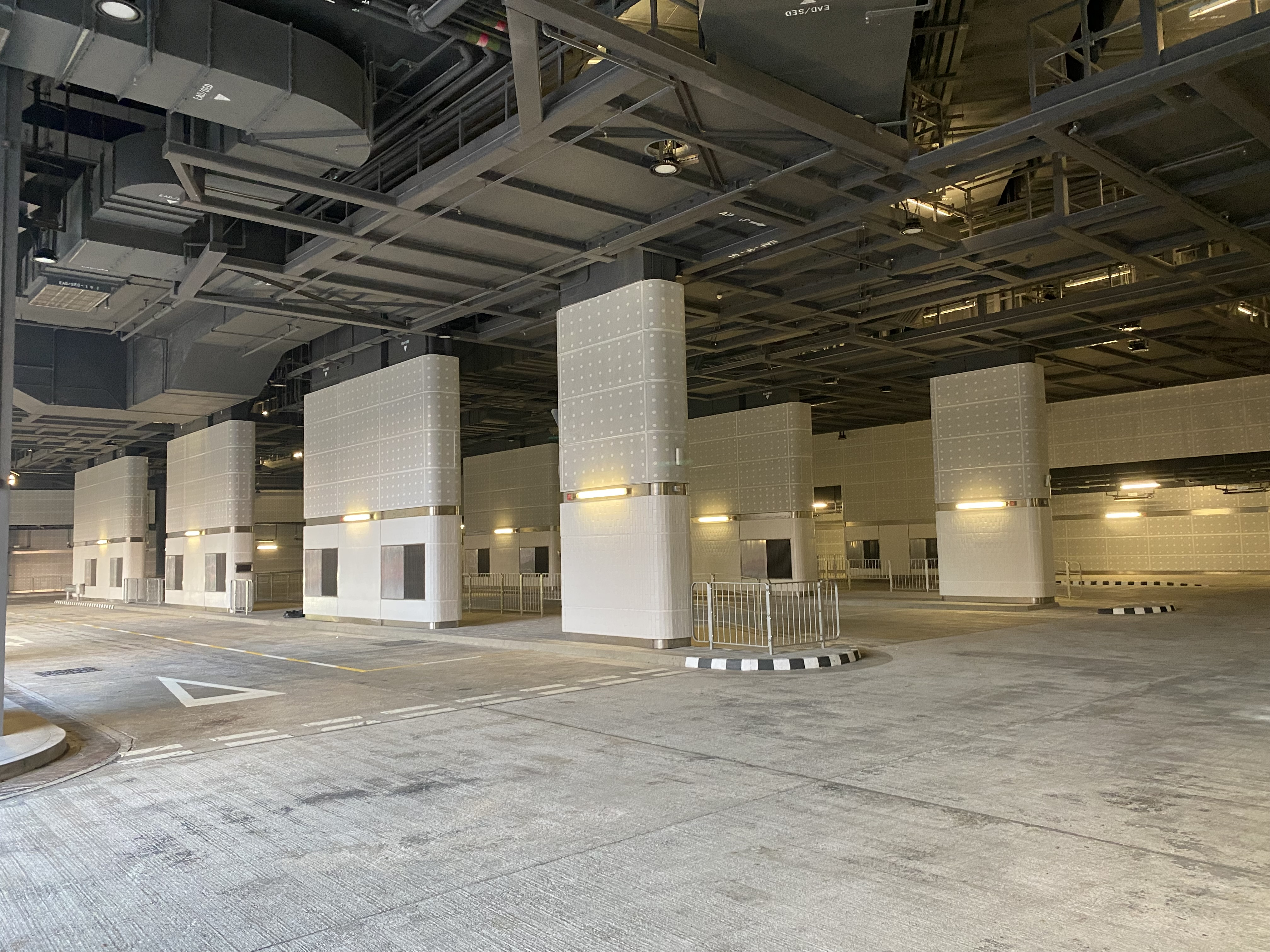
位於地下的啟德公共交通交匯處
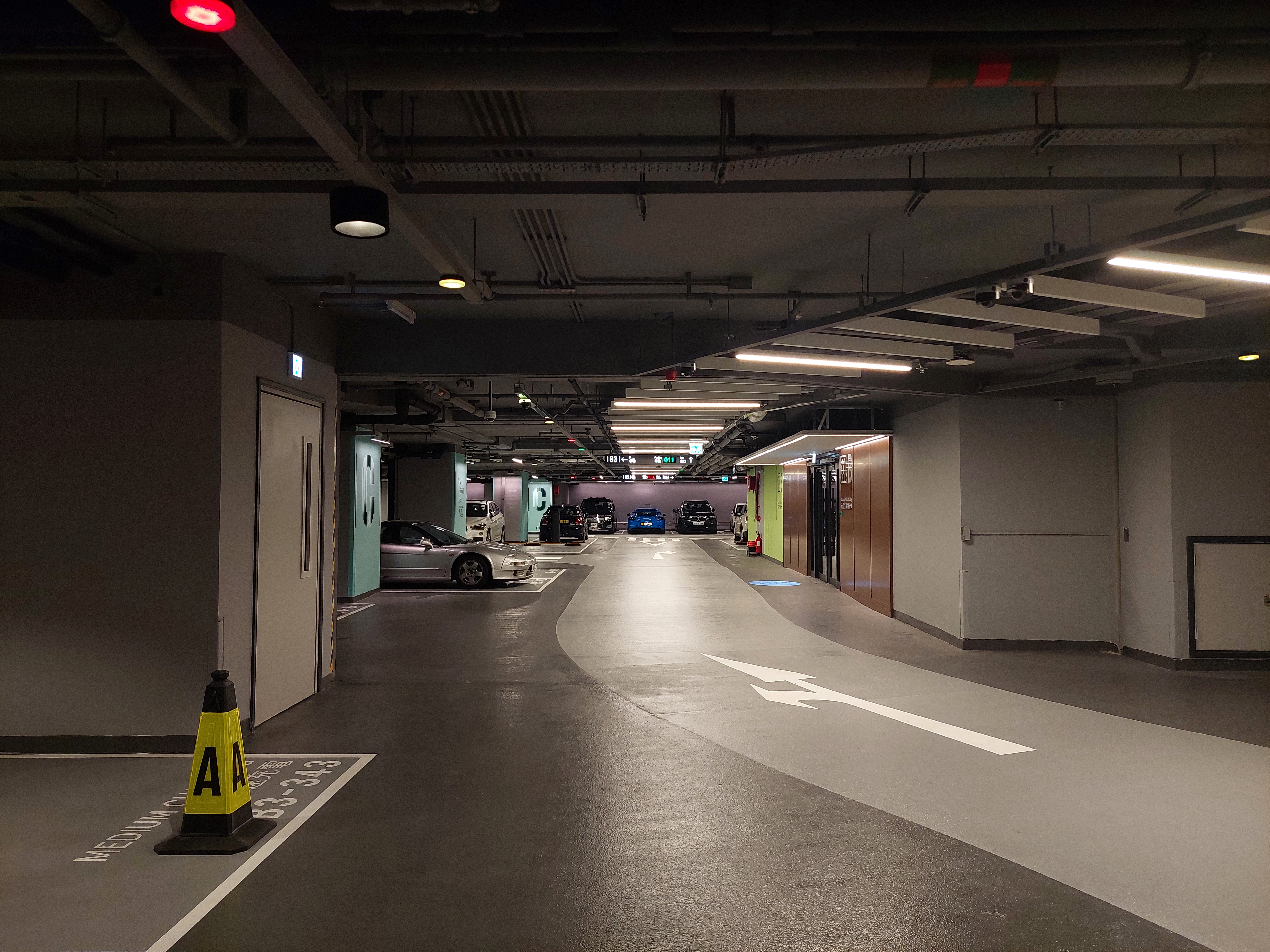
B2層停車場
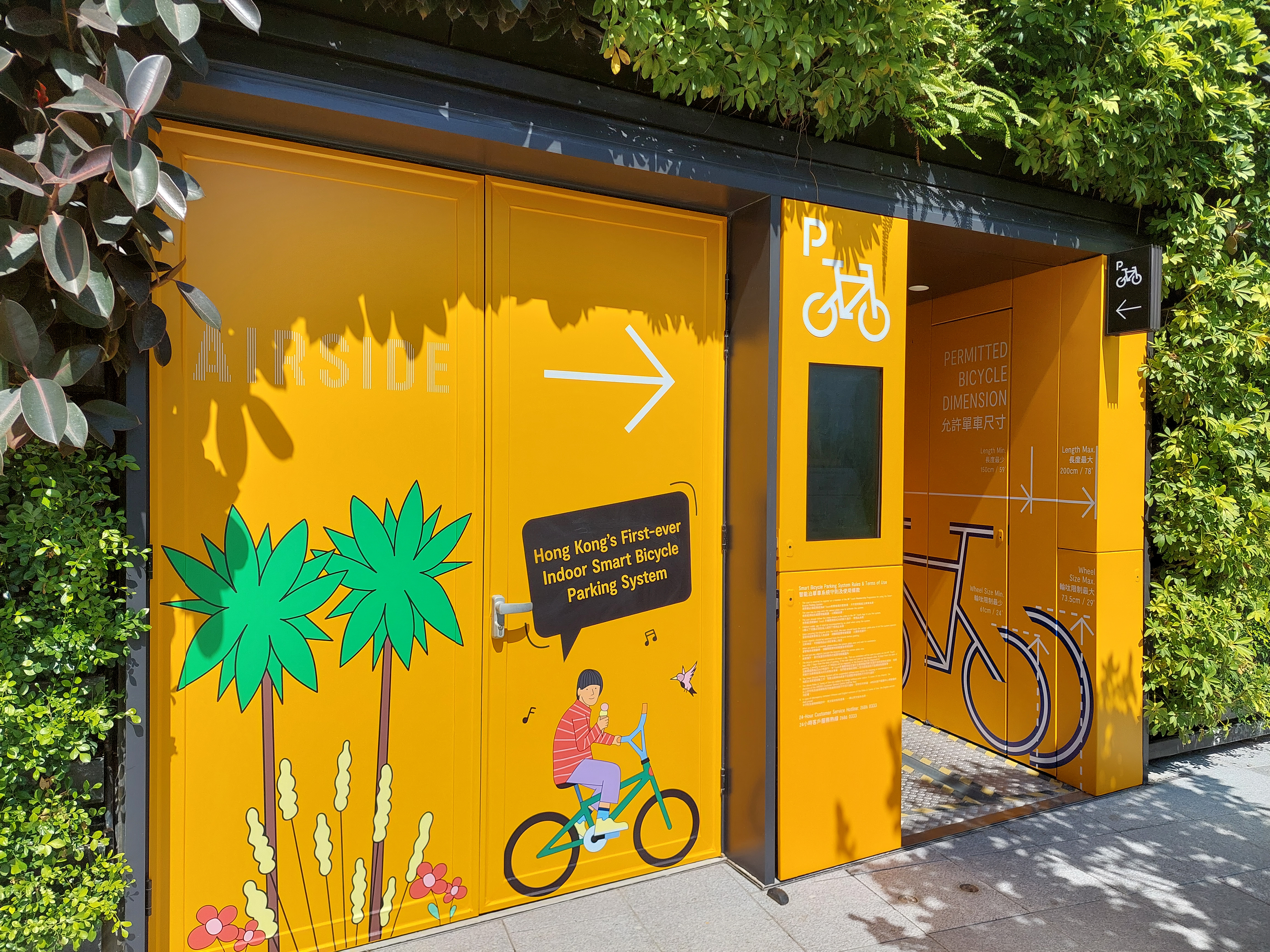
智能單車停泊系統

## 建設圖集

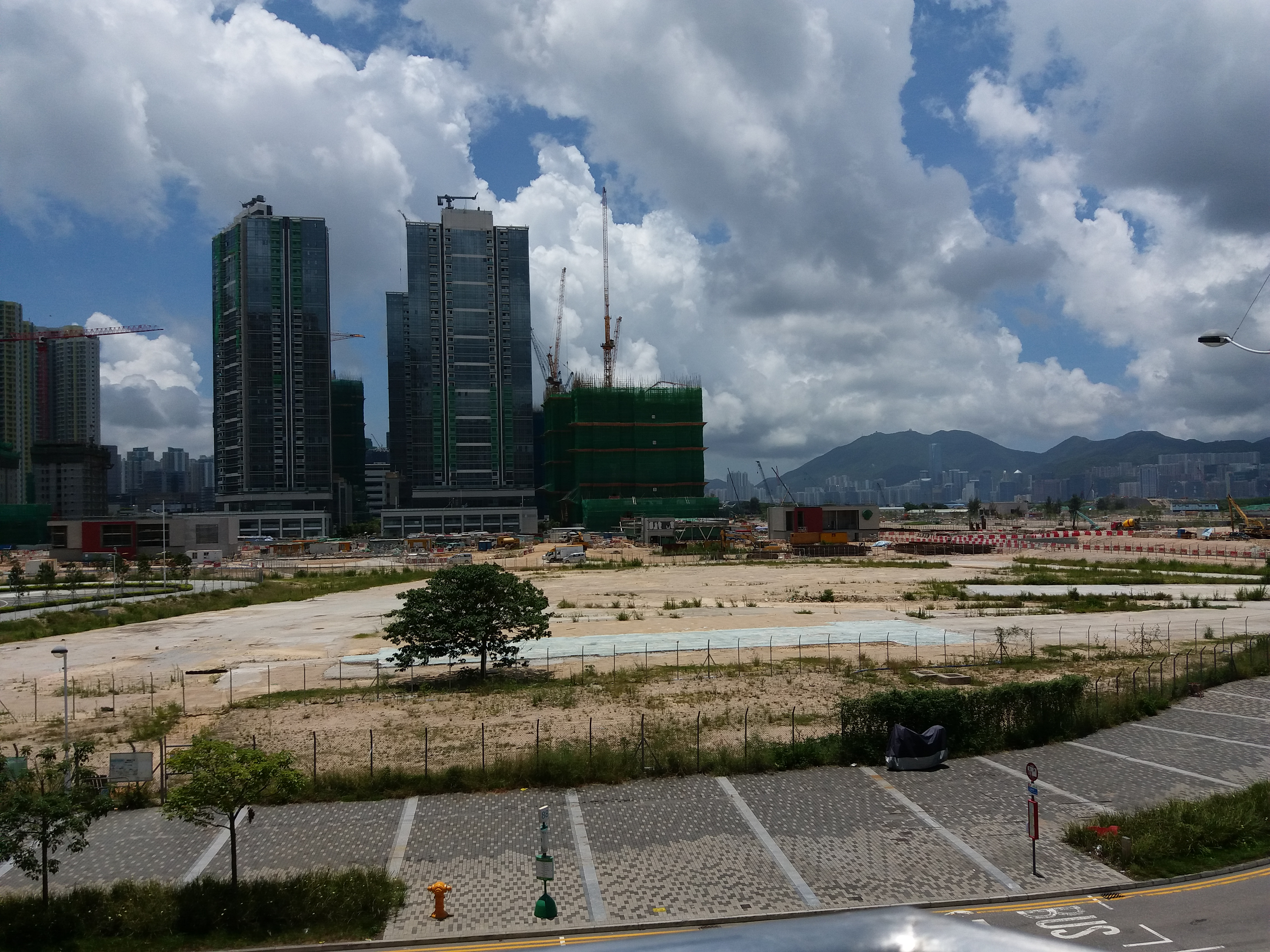
動工前，2017年6月
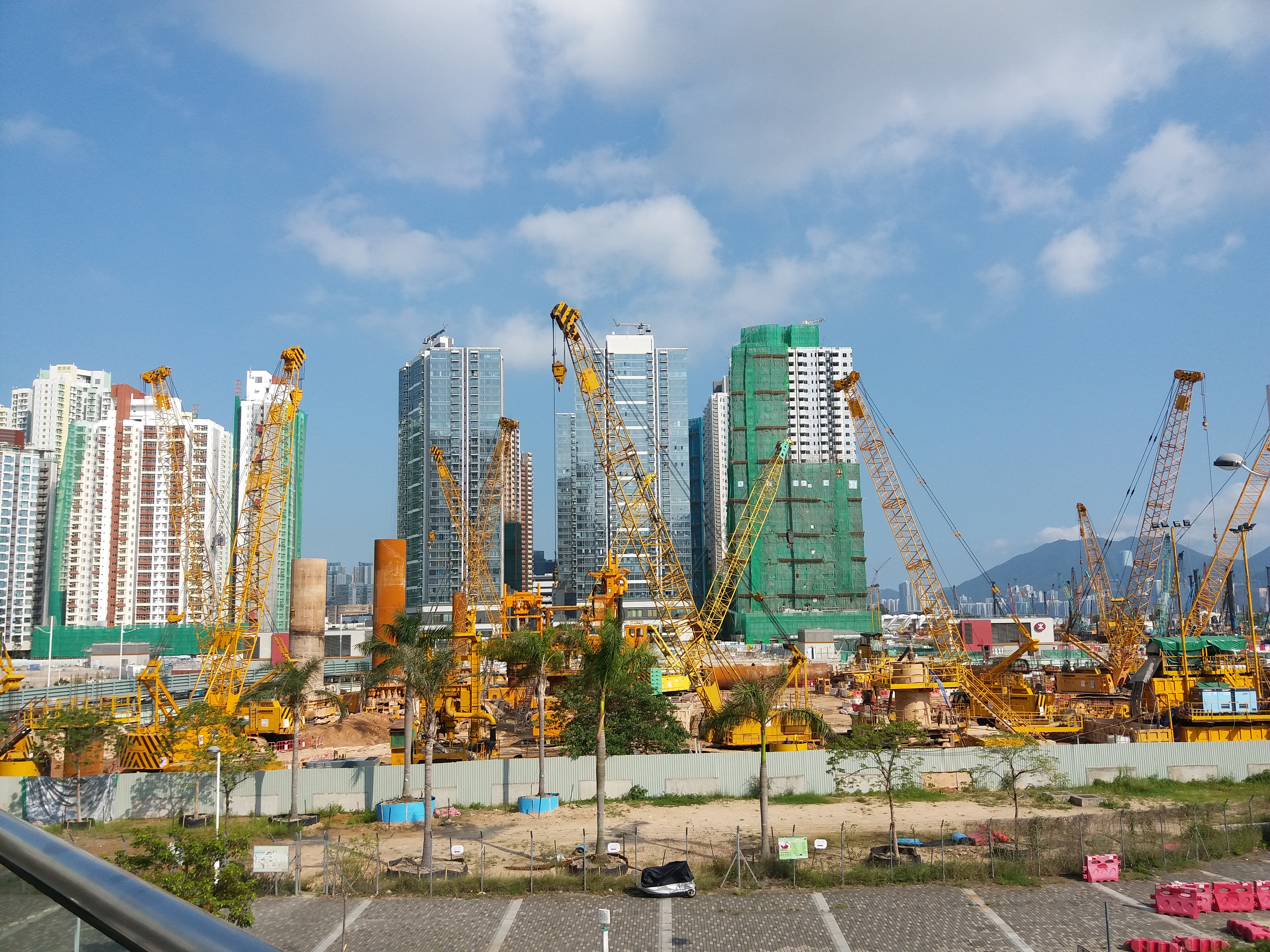
地基工程進行中，2018年5月
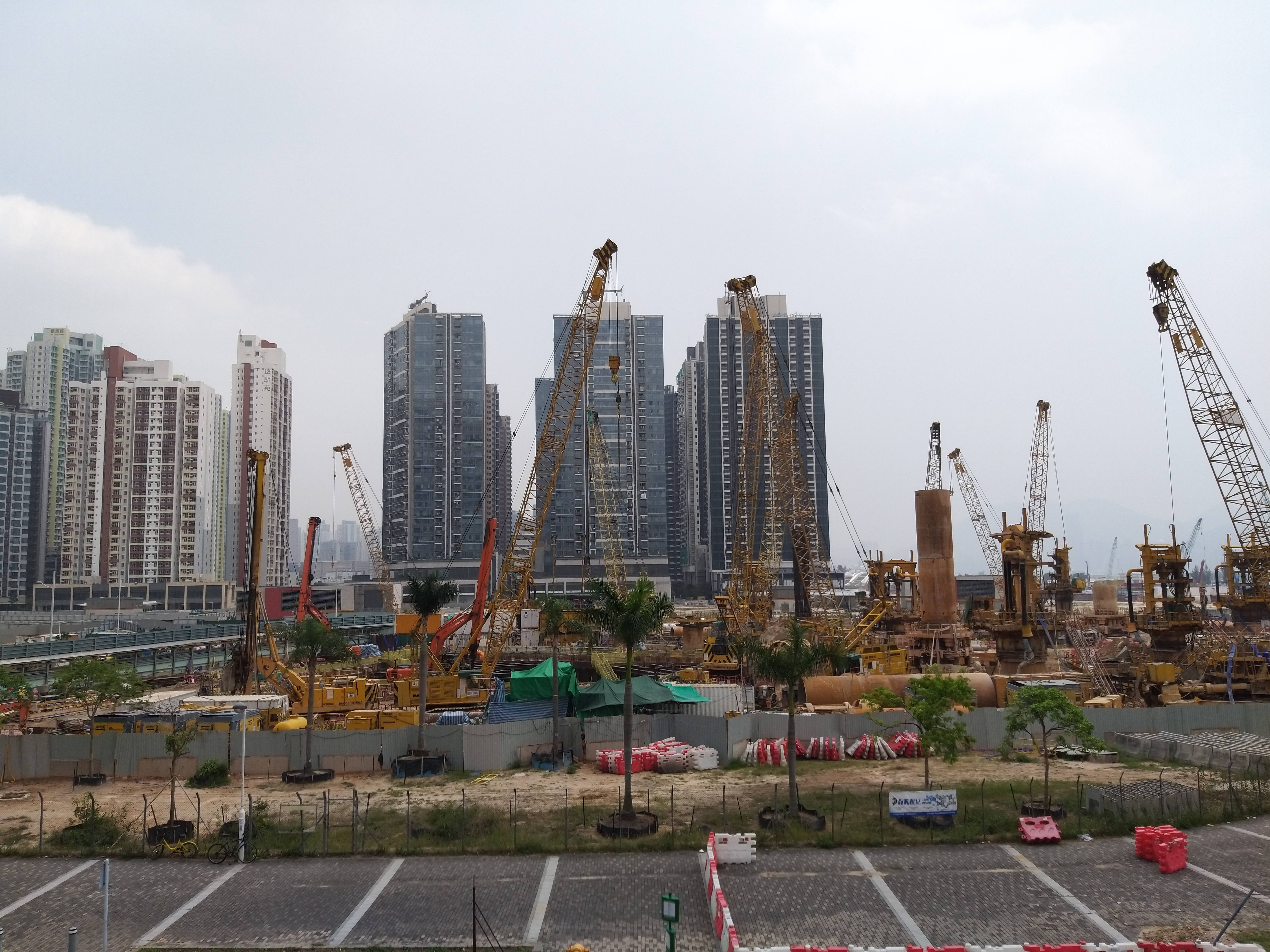
地基即將完工，2019年4月
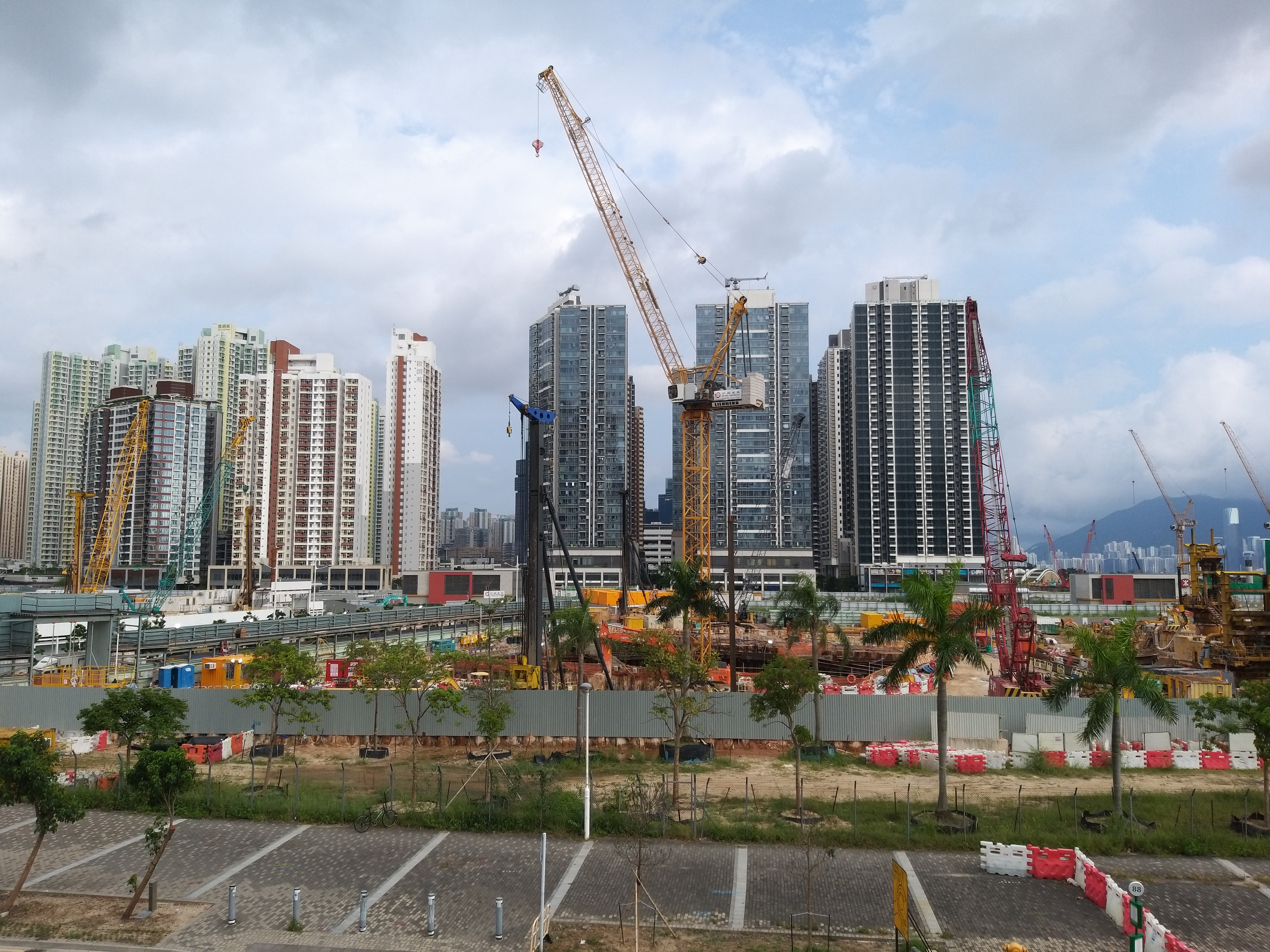
開始興建上蓋結構，2019年8月
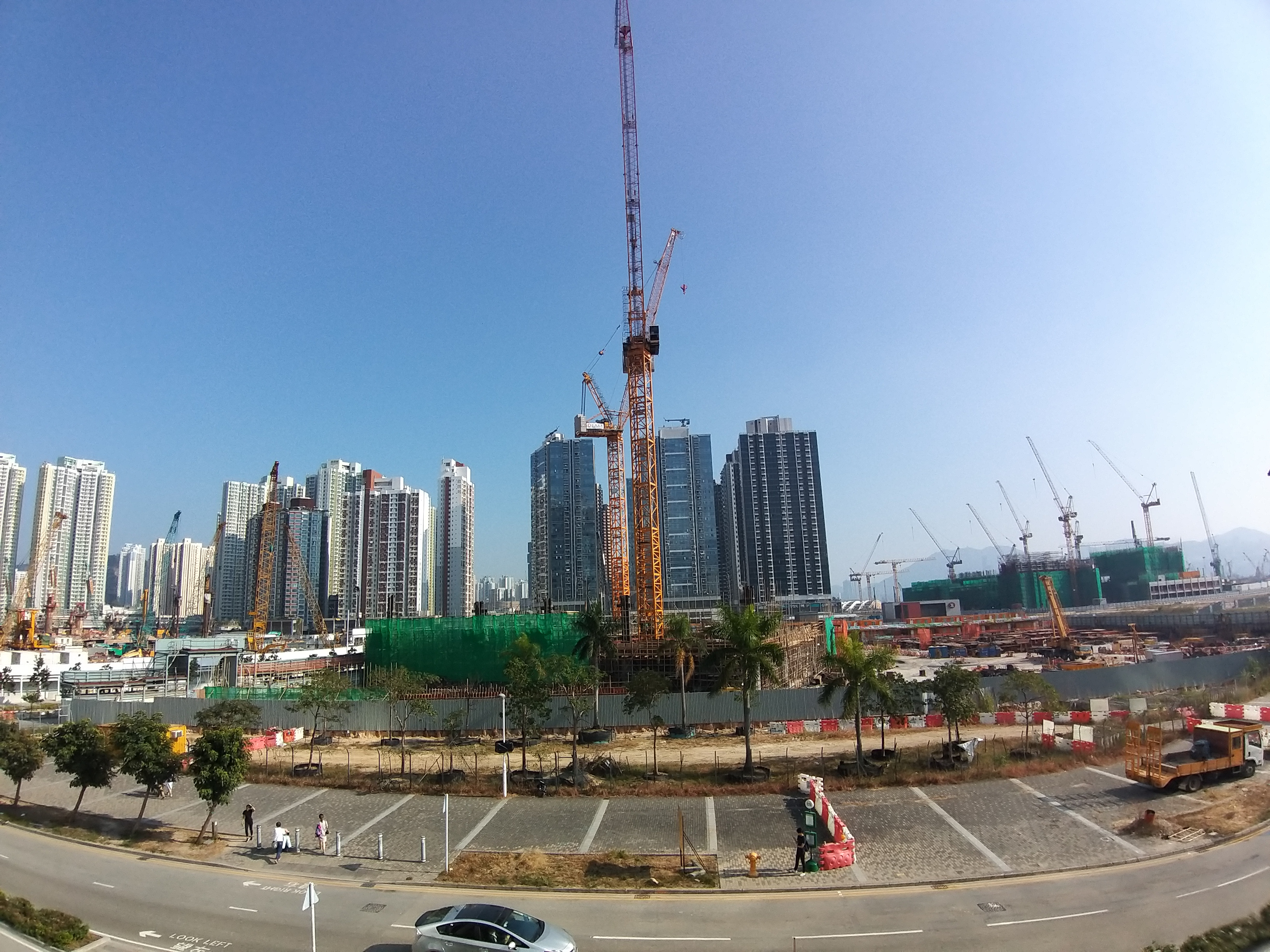
開始興建地上首層，2019年11月
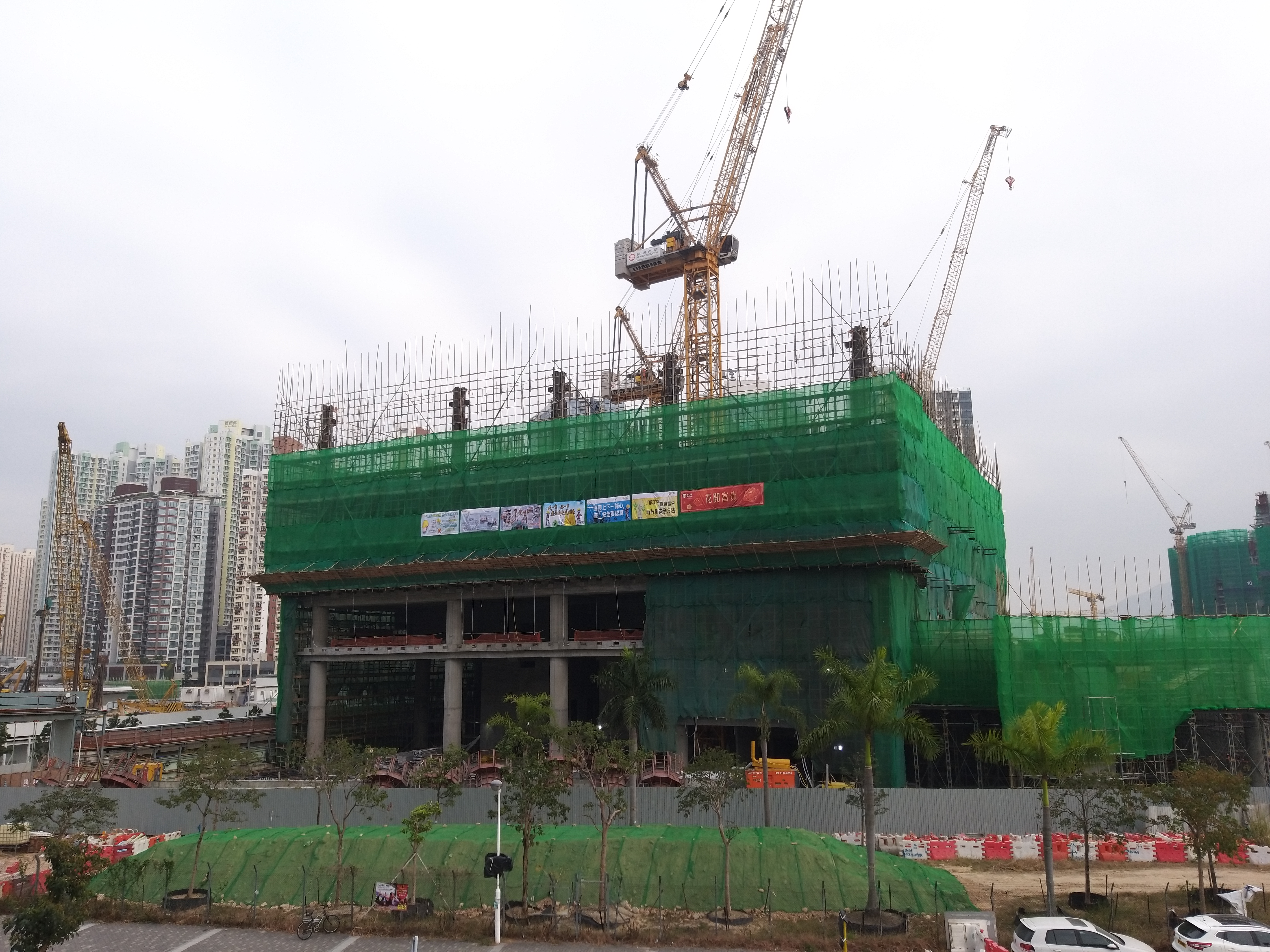
2020年1月
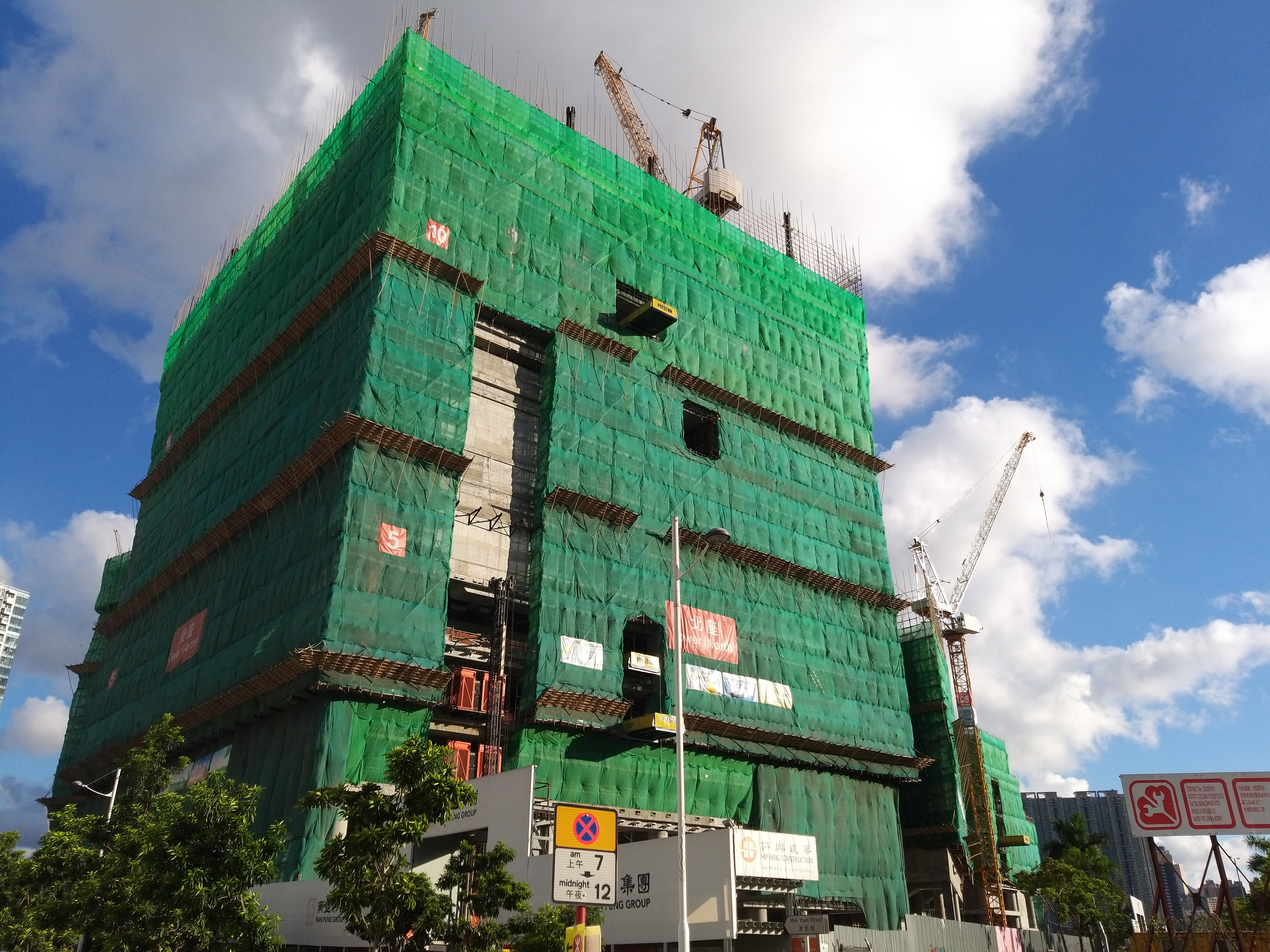
2020年6月
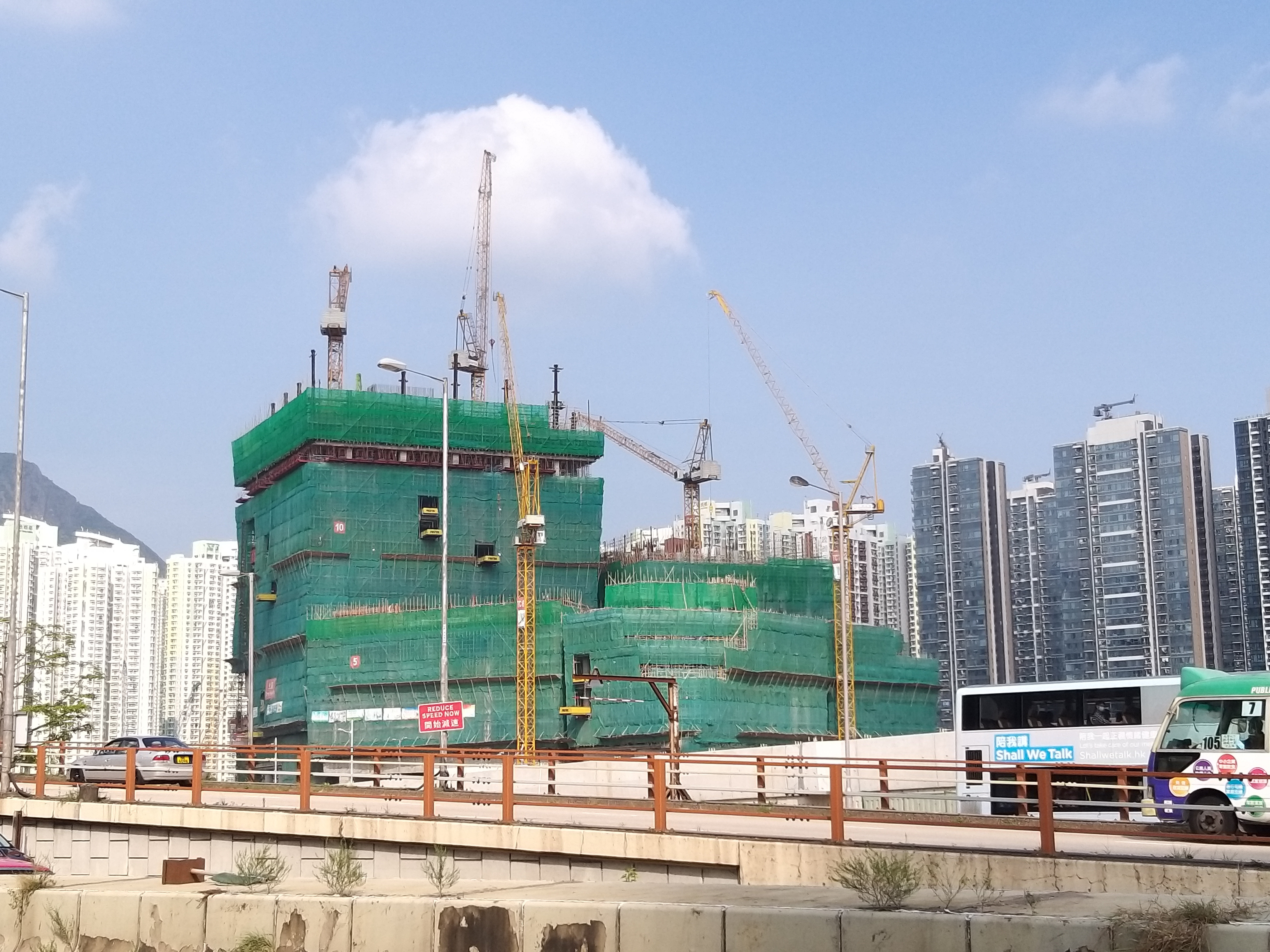
2020年8月
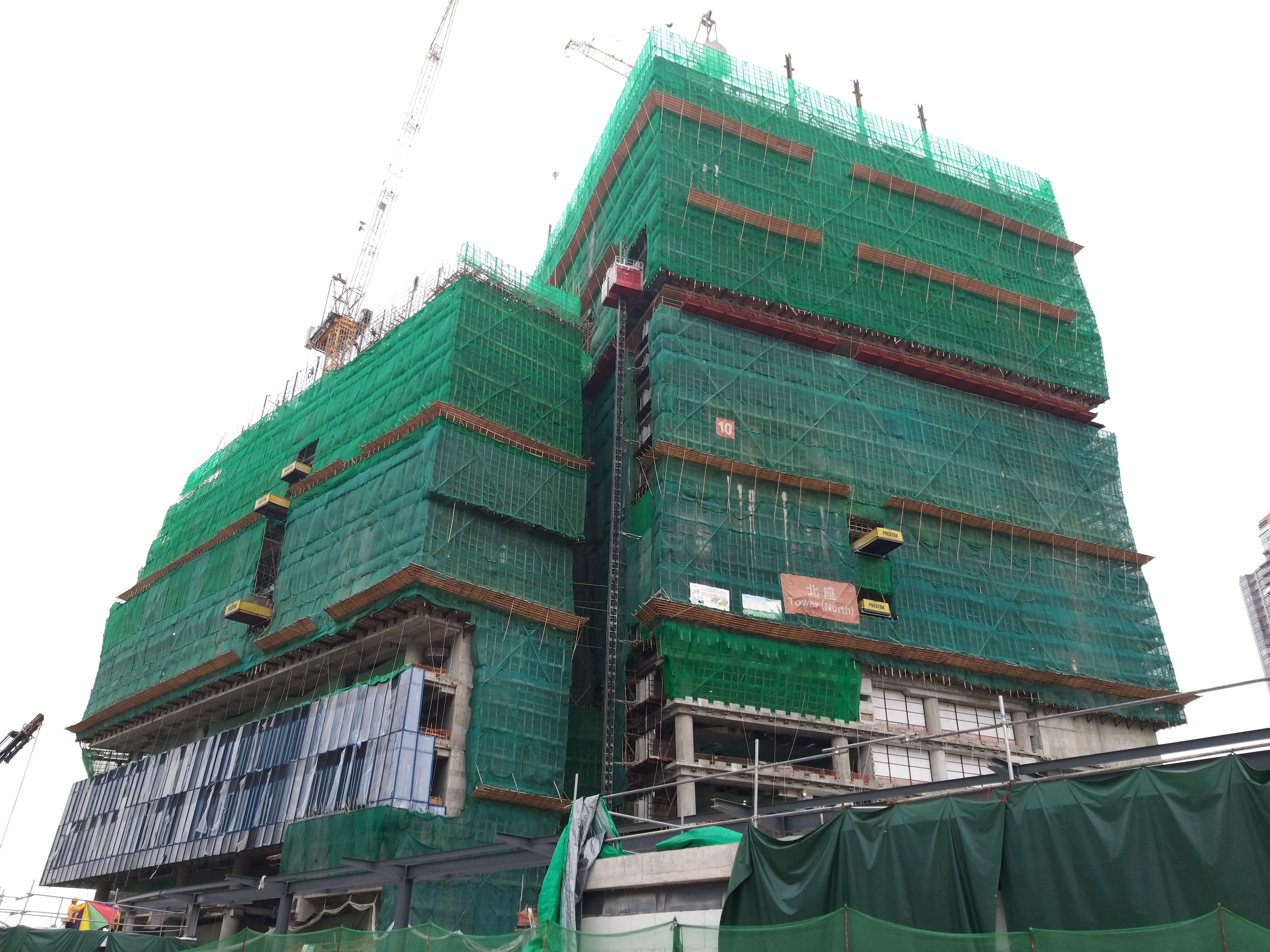
2020年10月
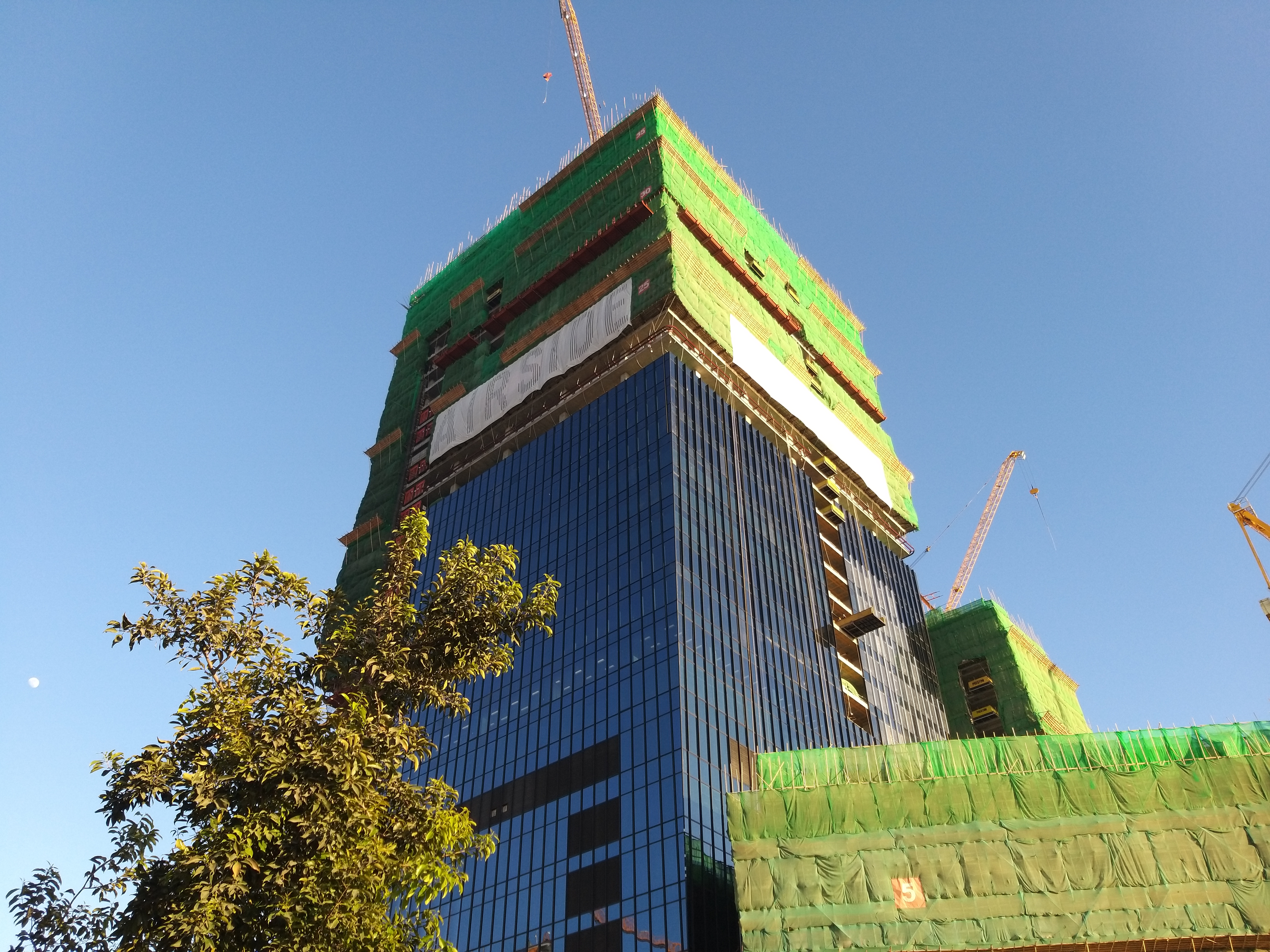
2020年12月
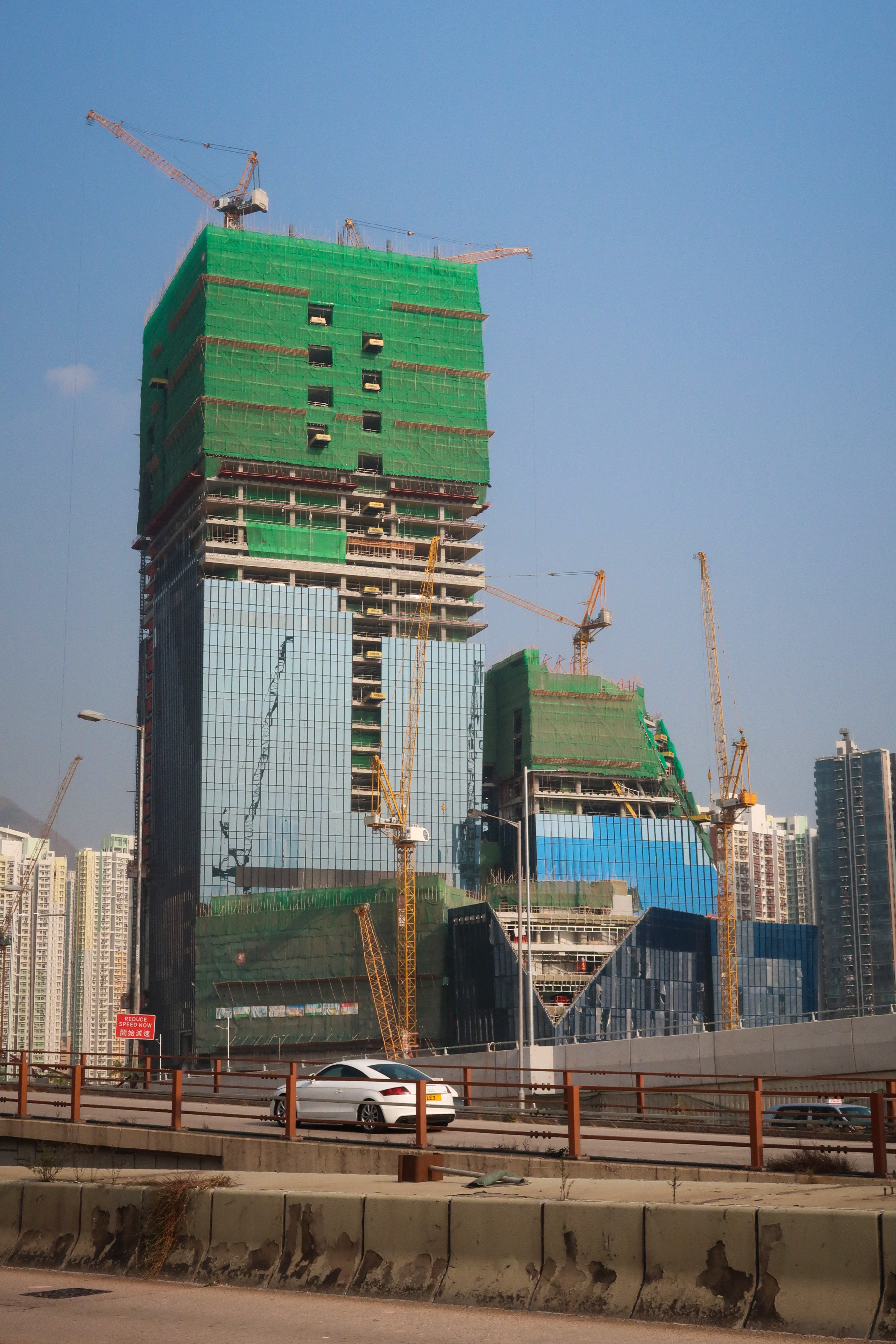
即將平頂，2021年1月
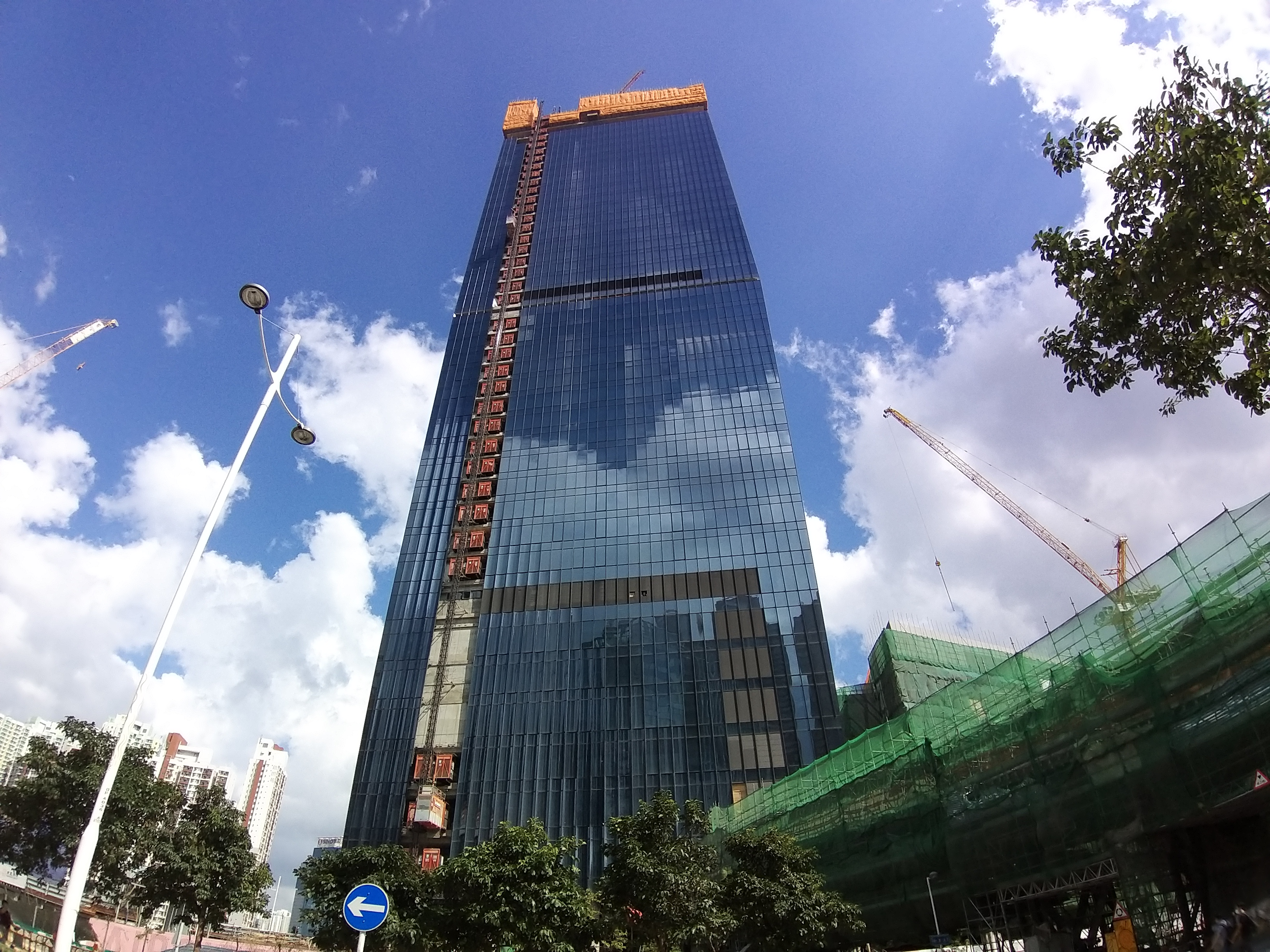
剛封頂，2021年5月
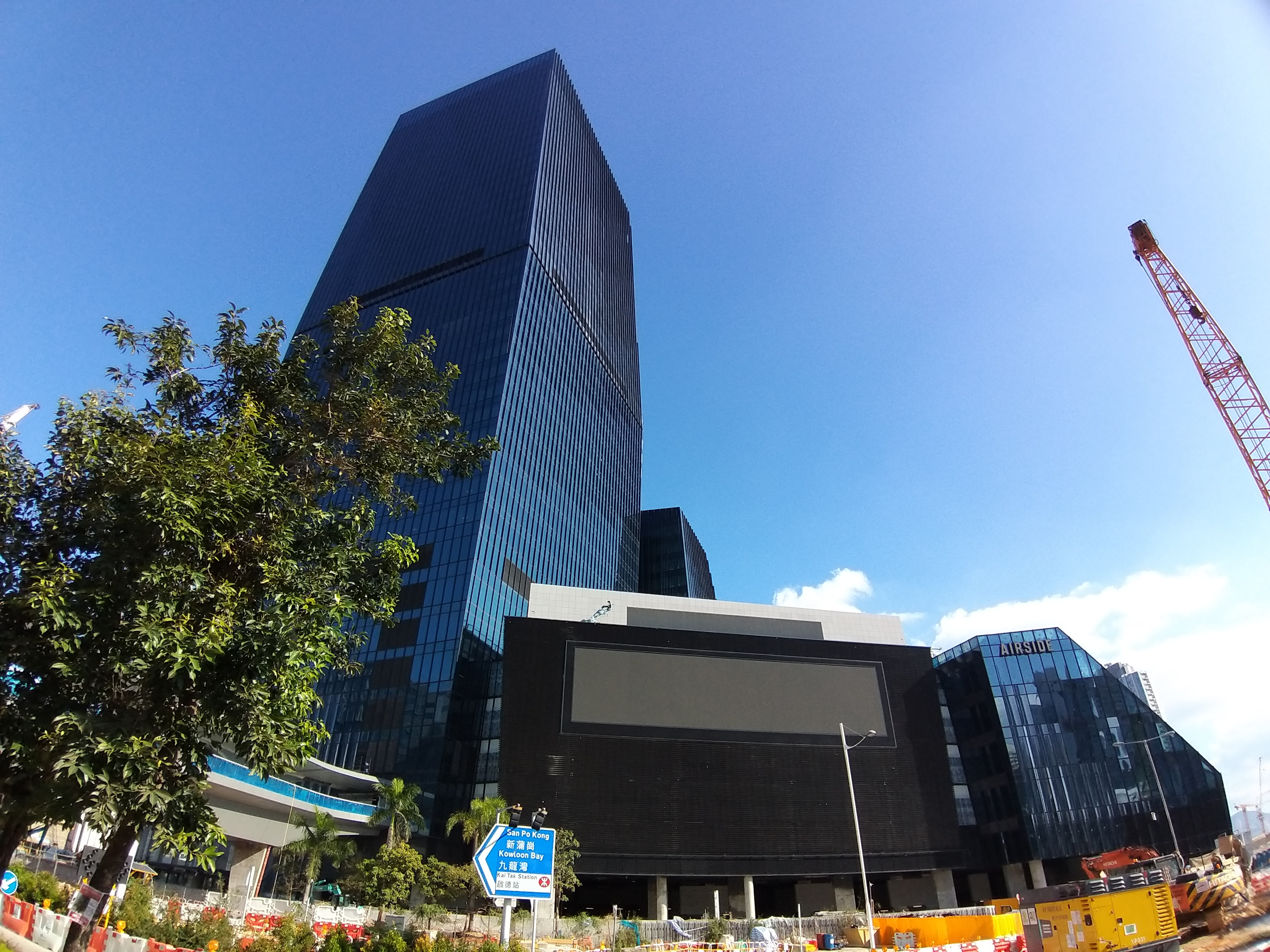
2021年10月
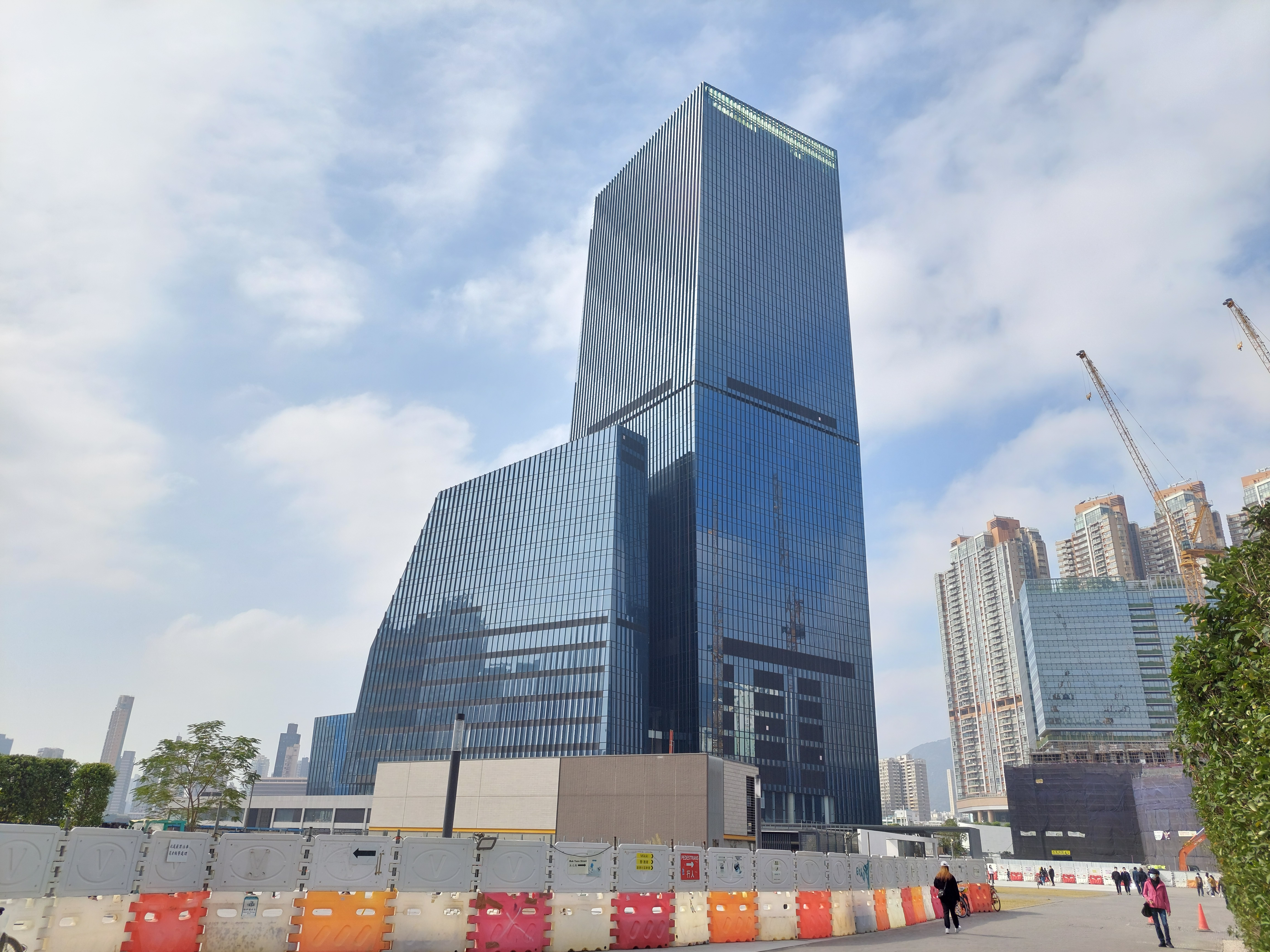
2022年1月
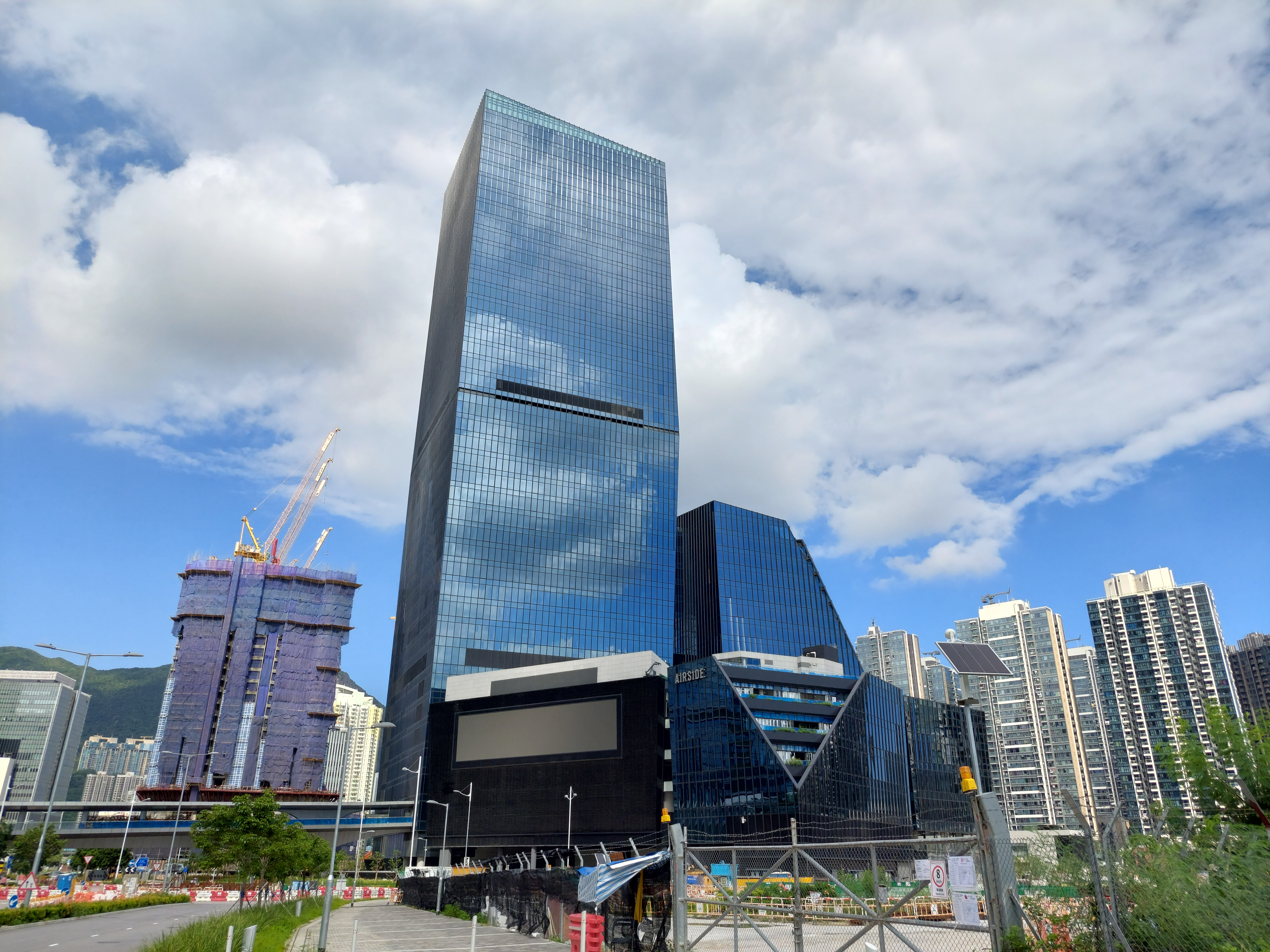
2022年8月

## 交通
商場地下設公共交通交匯處，包括中港巴士站及郵輪碼頭穿梭巴士。

### 備註
1. ↑  以「合裕發展有限公司」名義持有

### 引用
1. ↑  南豐集團：AIRSIDE[]
2. ↑  . 香港經濟日報. 2017-02-08  [2022-12-23]. （原始内容存档于2022-12-23）.
3. ↑  . 香港01. 2017-05-31  [2022-12-23]. （原始内容存档于2022-12-25）.
4. ↑  . 香港經濟日報. 2023-05-10  [2023-05-10]. （原始内容存档于2023-05-16）.
5. ↑  . Yahoo 新聞. 2022-12-09  [2022-12-23]. （原始内容存档于2022-12-23）.
6. ↑  . 香港經濟日報. 2023-04-21  [2023-04-21]. （原始内容存档于2023-04-21）.
7. ↑  . 香港01. 2023-09-28  [2023-09-28]. （原始内容存档于2023-10-02）.
8. ↑  . AIRSIDE. 2023-08-25  [2023-09-28]. （原始内容存档于2023-09-28）.
9. ↑  . ELLE. 2023-09-29  [2023-09-29]. （原始内容存档于2023-10-02）.
10. ↑  . 香港經濟日報. 2023-09-28  [2023-09-28]. （原始内容存档于2023-09-28）.
11. ↑  . 香港經濟日報. 2021-12-05  [2022-12-23]. （原始内容存档于2022-12-25）.
12. ↑  . 香港經濟日報. 2023-10-27  [2023-10-27]. （原始内容存档于2023-10-27）.
13. ↑  . Yahoo新聞. 2024-10-06  [2024-11-09]. （原始内容存档于2024-11-10）.
14. ↑  . 香港01. 2023-06-21  [2023-09-28]. （原始内容存档于2023-10-02）.
15. ↑  . 香港經濟日報. 2020-06-16  [2022-12-23]. （原始内容存档于2022-12-23）.
16. ↑  . 明報. 2023-05-11  [2023-05-11]. （原始内容存档于2023-05-11）.
17. ↑  . 香港01. 2022-10-07  [2022-12-23]. （原始内容存档于2023-01-09）.
18. ↑  . 撲飛 POPTICKET.   [2023-04-21]. （原始内容存档于2023-04-21）.
19. ↑  . 星島日報. 2023-05-11  [2023-05-11]. （原始内容存档于2023-05-16）.
20. ↑  . 香港經濟日報. 2023-09-28  [2023-09-28]. （原始内容存档于2023-09-28）.
21. ↑  . 香港01. 2020-06-27  [2024-11-09]. （原始内容存档于2022-06-10）.

## 外部連結
- 啟德AIRSIDE （页面存档备份，存于）
- AIRSIDE（英文）